# Zwarte Lijst 2015
De Zwarte Lijst van 2015 werd uitgezonden van 20 maart 9:00 tot 28 maart 2015 20:00 op Radio 6. De versie van 2015 was enigszins bijzonder, aangezien vlak voordat het radioprogramma werd uitgezonden bekend werd gemaakt dat Radio 6 zou stoppen. Op 1 januari 2016 ging de zender uit de lucht.
De presentatie in 2015 was in handen van: Alex van der Lugt, Alfred van de Wege, Angelique Houtveen, Astrid de Jong, Bart Slim, Co de Kloet, Corné Klijn, Dolf Jansen, Edwin Rutten, Frank Jochemsen, Gerard Ekdom, Giel Beelen, Herman Hofman, Jaap Brienen, Jan Paul Grootentraast, Jeroen Kijk in de Vegte, Leo Blokhuis, Mijke van Wijk, Pieter Kok, Ruben Hein, Rudy Mackay, Tomas Delsing, Tuffie Vos, Vincent Gerhardt, Wilfried de Jong en Winfried Baijens.
De lijst voor 2015 zag er als gevolg van de keus van de stemmers als volgt uit (er geldt geen maximum aantal platen; alleen de tijdsduur van het programma geldt):
| Volgnummer | Artiest                                            | Titel                                                   |
| ---------- | -------------------------------------------------- | ------------------------------------------------------- |
| 1          | Marvin Gaye                                        | What's Going On                                         |
| 2          | Otis Redding                                       | (Sittin' on) The Dock of the Bay                        |
| 3          | Bill Withers                                       | Ain't No Sunshine                                       |
| 4          | Sam Cooke                                          | A Change Is Gonna Come                                  |
| 5          | Stevie Wonder                                      | Superstition                                            |
| 6          | Amy Winehouse                                      | Back to Black                                           |
| 7          | Marvin Gaye                                        | Let's Get It On                                         |
| 8          | Kyteman                                            | Sorry                                                   |
| 9          | Mark Ronson Ft. Bruno Mars                         | Uptown Funk                                             |
| 10         | The Temptations                                    | Papa Was a Rollin' Stone                                |
| 11         | Dave Brubeck                                       | Take Five                                               |
| 12         | Al Green                                           | Let's Stay Together                                     |
| 13         | D'Angelo                                           | Brown Sugar                                             |
| 14         | Curtis Mayfield                                    | Move On Up                                              |
| 15         | Marvin Gaye                                        | Mercy Mercy Me (The Ecology)                            |
| 16         | James Brown                                        | Get Up (I Feel Like Being a) Sex Machine                |
| 17         | Miles Davis                                        | So What                                                 |
| 18         | Al Jarreau                                         | Roof Garden                                             |
| 19         | Erykah Badu                                        | Tyrone                                                  |
| 20         | Marvin Gaye                                        | Sexual Healing                                          |
| 21         | Stevie Wonder                                      | I Wish                                                  |
| 22         | James Brown                                        | It's a Man's Man's Man's World                          |
| 23         | Earth Wind & Fire                                  | September                                               |
| 24         | Daft Punk Ft. Pharrell Williams & Nile Rodgers     | Get Lucky                                               |
| 25         | Aretha Franklin                                    | Respect                                                 |
| 26         | The O'Jays                                         | Back Stabbers                                           |
| 27         | Marvin Gaye                                        | I Heard It through the Grapevine                        |
| 28         | Gladys Knight & the Pips                           | Midnight Train to Georgia                               |
| 29         | Chic                                               | Le Freak                                                |
| 30         | Bobby Womack                                       | Across 110th Street                                     |
| 31         | Stevie Wonder                                      | Sir Duke                                                |
| 32         | Pharrell Williams                                  | Happy                                                   |
| 33         | Buena Vista Social Club                            | Chan Chan                                               |
| 34         | Johnny "Guitar" Watson                             | A Real Mother for Ya                                    |
| 35         | Alicia Keys                                        | Empire State of Mind (part 2)                           |
| 36         | Dusty Springfield                                  | Son of a Preacher Man                                   |
| 37         | Stevie Wonder                                      | Higher Ground                                           |
| 38         | Michael Jackson                                    | Billie Jean                                             |
| 39         | Luther Vandross                                    | Never Too Much                                          |
| 40         | Bill Withers                                       | Grandma's Hands                                         |
| 41         | Curtis Mayfield                                    | Superfly                                                |
| 42         | Otis Redding                                       | I've got dreams to remember                             |
| 43         | Booker T. & the M.G.'s                             | Green onions                                            |
| 44         | Chaka Khan                                         | I'm Every Woman                                         |
| 45         | Gregory Porter                                     | Be good (lion's song)                                   |
| 46         | Etta James                                         | I'd rather go blind                                     |
| 47         | Earth Wind & Fire                                  | Fantasy                                                 |
| 48         | Bob Marley                                         | Redemption Song                                         |
| 49         | Bill Withers                                       | Harlem                                                  |
| 50         | Stevie Wonder                                      | As (long Version)                                       |
| 51         | B.B. King                                          | The Thrill Is Gone                                      |
| 52         | Angie Stone                                        | Wish I didn't miss you                                  |
| 53         | Sam & Dave                                         | Soul man                                                |
| 54         | Etta James                                         | At last                                                 |
| 55         | Sly & The Family Stone                             | Family affair                                           |
| 56         | Average White Band                                 | Pick up the pieces                                      |
| 57         | Percy Sledge                                       | When a man loves a woman                                |
| 58         | Gregory Porter                                     | 1960 What                                               |
| 59         | Aretha Franklin                                    | I Say a Little Prayer                                   |
| 60         | Isaac Hayes                                        | Theme from Shaft                                        |
| 61         | Ray Charles                                        | Georgia on my mind                                      |
| 62         | Prince                                             | Purple Rain                                             |
| 63         | Ella Fitzgerald & Louis Armstrong                  | Summertime                                              |
| 64         | Otis Redding                                       | Try a Little Tenderness                                 |
| 65         | Typhoon                                            | Hemel valt                                              |
| 66         | Tom Browne                                         | Funkin' for Jamaica (N.Y.)                              |
| 67         | Michael Kiwanuka                                   | Home again                                              |
| 68         | Curtis Mayfield                                    | Pusherman                                               |
| 69         | Gregory Porter                                     | Liquid spirit                                           |
| 70         | Billie Holiday                                     | Strange Fruit                                           |
| 71         | Robin Thicke Ft. Pharrell Williams                 | Blurred Lines                                           |
| 72         | Stevie Wonder                                      | Master Blaster (Jammin')                                |
| 73         | Billy Paul                                         | Me and Mrs. Jones                                       |
| 74         | Michael Jackson                                    | Rock with You                                           |
| 75         | Ibrahim Maalouf                                    | True sorry                                              |
| 76         | John Legend                                        | All of me                                               |
| 77         | Bill Withers                                       | Lovely say                                              |
| 78         | The Crusaders Ft. Randy Crawford                   | Street life                                             |
| 79         | Chic                                               | Good times                                              |
| 80         | Otis Redding                                       | I've been loving you too long (to stop now)             |
| 81         | Michael Jackson & Justin Timberlake                | Love Never Felt So Good                                 |
| 82         | Muddy Waters                                       | Mannish Boy                                             |
| 83         | Chaka Khan                                         | I feel for you                                          |
| 84         | Isley Brothers                                     | Summer breeze                                           |
| 85         | Jamiroquai                                         | Virtual insanity                                        |
| 86         | The Commodores                                     | Brick House                                             |
| 87         | Sade                                               | Smooth Operator                                         |
| 88         | OutKast                                            | Ms. Jackson                                             |
| 89         | Donny Hathaway                                     | A song for you                                          |
| 90         | Bo Saris                                           | She's on fire                                           |
| 91         | Nina Simone                                        | My Baby Just Cares for Me                               |
| 92         | Marvin Gaye                                        | Inner city blues (make me wanna holler)                 |
| 93         | OutKast                                            | Hey Ya!                                                 |
| 94         | Jose James                                         | Come to my door                                         |
| 95         | Hall & Oates                                       | I can't go for that                                     |
| 96         | James Brown                                        | I Got You (I Feel Good)                                 |
| 97         | Chet Baker                                         | My Funny Valentine                                      |
| 98         | Jamie Lidell                                       | Multiply                                                |
| 99         | Prince                                             | Sign “☮” the Times                                      |
| 100        | Ike & Tina Turner                                  | Proud Mary                                              |
| 101        | Betty Wright                                       | Tonight is the night                                    |
| 102        | John Legend                                        | Ordinary people                                         |
| 103        | Van Morrison                                       | Moondance                                               |
| 104        | Michael Jackson                                    | Human Nature                                            |
| 105        | Marlena Shaw                                       | California soul                                         |
| 106        | Grandmaster Flash & The Furious Five               | The message                                             |
| 107        | Marvin Gaye & Tammi Terrell                        | Ain't No Mountain High Enoug                            |
| 108        | Mary J. Blige                                      | No more drama                                           |
| 109        | Bill Withers                                       | Lean on me                                              |
| 110        | Miles Davis                                        | Tutu                                                    |
| 111        | Aloe Blacc                                         | I need a dollar                                         |
| 112        | Rufus & Chaka Khan                                 | Ain't nobody                                            |
| 113        | Otis Redding                                       | A Change Is Gonna Come                                  |
| 114        | Lenny Kravitz                                      | It ain't over 'till it's over                           |
| 115        | A Tribe Called Quest                               | Can I kick it?                                          |
| 116        | Marvin Gaye                                        | I want you                                              |
| 117        | Nina Simone                                        | Ain't Got No, I Got Life                                |
| 118        | Bo Saris                                           | The addict                                              |
| 119        | Earth Wind & Fire Ft. The Emotions                 | Boogie Wonderland                                       |
| 120        | Prince                                             | 1999                                                    |
| 121        | Us3                                                | Cantaloop (flip Fantasia)                               |
| 122        | D'Angelo                                           | Untitled (How does it feel)                             |
| 123        | Ray Charles                                        | I Got a Woman                                           |
| 124        | Michael Jackson                                    | Off the wall                                            |
| 125        | The Fugees                                         | Killing me softly with his song                         |
| 126        | Donny Hathaway                                     | The ghetto                                              |
| 127        | Gregory Porter                                     | Hey Laura                                               |
| 128        | Boz Scaggs                                         | Lowdown                                                 |
| 129        | Prince                                             | Musicology                                              |
| 130        | Jackson 5                                          | I want you back                                         |
| 131        | Typhoon & New Cool Collective                      | Bumaye                                                  |
| 132        | Womack & Womack                                    | Teardrops                                               |
| 133        | Stevie Wonder                                      | For once in my life                                     |
| 134        | Anita Baker                                        | Sweet love                                              |
| 135        | The Temptations                                    | My girl                                                 |
| 136        | Bill Withers                                       | Use me                                                  |
| 137        | Amy Winehouse                                      | Rehab                                                   |
| 138        | Diana Ross & Marvin Gaye                           | You are everything                                      |
| 139        | George Benson                                      | On Broadway                                             |
| 140        | Blackstreet Ft. Dr. Dre                            | No dignity                                              |
| 141        | Nina Simone                                        | Feeling good                                            |
| 142        | Marvin Gaye                                        | Got to give it up                                       |
| 143        | Prince                                             | Kiss                                                    |
| 144        | Bob Marley                                         | Could You Be Loved                                      |
| 145        | Sly & The Family Stone                             | Everyday people                                         |
| 146        | Alicia Keys                                        | Fallin'                                                 |
| 147        | Barry White                                        | Let the Music Play                                      |
| 148        | Giovanca                                           | How does it feel                                        |
| 149        | Stevie Wonder                                      | Isn't She Lovely?                                       |
| 150        | Tracy Chapman                                      | Fast car                                                |
| 151        | Al Green                                           | Love and happiness                                      |
| 152        | Michael Jackson                                    | P.Y.T. (Pretty Young Thing)                             |
| 153        | Air                                                | All I need                                              |
| 154        | Smokey Robinson                                    | The tracks of my tears                                  |
| 155        | Amy Winehouse                                      | Tears dry on their own                                  |
| 156        | Tower of Power                                     | Soul with a capital S                                   |
| 157        | Isley Brothers                                     | The highways of my life                                 |
| 158        | Jamiroquai                                         | Seven days in sunny June                                |
| 159        | Aretha Franklin                                    | Think                                                   |
| 160        | Earth Wind & Fire                                  | In the stone                                            |
| 161        | De La Soul                                         | Me myself and I                                         |
| 162        | Nina Simone                                        | Mr. Bojangles                                           |
| 163        | Gare du Nord                                       | Beautiful day                                           |
| 164        | Stevie Wonder                                      | Living for the city                                     |
| 165        | Gregory Porter Ft. Laura Mvula                     | Water under bridges                                     |
| 166        | George Benson                                      | Give me the night                                       |
| 167        | Ben E. King                                        | Stand by me                                             |
| 168        | Prince                                             | Money don't matter 2 night                              |
| 169        | Sade                                               | Your love is king                                       |
| 170        | Louis Armstrong                                    | What a wonderful world                                  |
| 171        | Brothers Johnson                                   | Stomp                                                   |
| 172        | Isley Brothers                                     | Harvest for the world                                   |
| 173        | Alicia Keys                                        | You Don't Know My Name                                  |
| 174        | Billie Holiday                                     | God bless the child                                     |
| 175        | Incognito                                          | Always there                                            |
| 176        | Earth Wind & Fire                                  | Shining star                                            |
| 177        | Nina Simone                                        | Sinnerman                                               |
| 178        | Roots Ft. Cody Chesnutt                            | The seed (2.0)                                          |
| 179        | Amy Winehouse                                      | Valerie (akoestische versie)                            |
| 180        | Seal                                               | Kiss from a rose                                        |
| 181        | John Coltrane                                      | My favorite things                                      |
| 182        | Minnie Riperton                                    | Lovin' you                                              |
| 183        | 2 Pac                                              | Dear mama                                               |
| 184        | The Four Tops                                      | Reach Out I'll Be There                                 |
| 185        | James Brown                                        | Cold sweat                                              |
| 186        | Frank Sinatra                                      | Fly me to the moon                                      |
| 187        | Louis Armstrong & Ella Fitzgerald                  | Cheek to cheek                                          |
| 188        | Dan Hartman                                        | Relight my fire                                         |
| 189        | Prince                                             | Sometimes it snows in april                             |
| 190        | Sade                                               | The sweetest taboo                                      |
| 191        | Steely Dan                                         | Do it again                                             |
| 192        | Michael Jackson                                    | Don't Stop 'til You Get Enough                          |
| 193        | John Mayer                                         | Gravity                                                 |
| 194        | Level 42                                           | Love games                                              |
| 195        | L.t.d.                                             | Back in love again                                      |
| 196        | Janet Jackson                                      | That's the way love goes                                |
| 197        | Isley Brothers                                     | That lady                                               |
| 198        | Alain Clark                                        | Father and friend                                       |
| 199        | Nat King Cole                                      | Unforgettable                                           |
| 200        | Kool & the Gang                                    | Get down on it                                          |
| 201        | Solomon Burke                                      | Don't give up on me                                     |
| 202        | John Coltrane                                      | A love supreme (part 1)                                 |
| 203        | Jill Scott                                         | Golden                                                  |
| 204        | Robert Palmer                                      | Every kinda people                                      |
| 205        | Betty Wright                                       | Clean up woman                                          |
| 206        | Jamiroquai                                         | Cosmic girl                                             |
| 207        | Janelle Monáe Ft. Big Boi                          | Tightrope                                               |
| 208        | Frank Sinatra                                      | It was a very good year                                 |
| 209        | Curtis Harding                                     | Keep on shining                                         |
| 210        | Diana Ross                                         | I'm coming out                                          |
| 211        | Amy Winehouse                                      | Love is a losing game                                   |
| 212        | Chet Baker                                         | Let's get lost                                          |
| 213        | Tavares                                            | Heaven must be missing an angel                         |
| 214        | Jose James                                         | Trouble                                                 |
| 215        | Stevie Wonder                                      | Lately                                                  |
| 216        | Gil Scott-Heron                                    | The revolution will not be televised                    |
| 217        | Yarbrough & Peoples                                | Don't stop the music                                    |
| 218        | The Commodores                                     | Easy                                                    |
| 219        | Lauryn Hill                                        | Doo wop (that thing)                                    |
| 220        | Ike & Tina Turner                                  | River Deep - Mountain High                              |
| 221        | George Michael                                     | Cowboys & Angels                                        |
| 222        | Barry White                                        | Never, never gonna give ya up                           |
| 223        | Maxwell                                            | Sumthin' sumthin'                                       |
| 224        | Sly & The Family Stone                             | Dance to the music                                      |
| 225        | Randy Crawford                                     | Rainy night in Georgia                                  |
| 226        | Amy Winehouse                                      | You know I'm no good                                    |
| 227        | Michael Jackson                                    | The Way You Make Me Feel                                |
| 228        | Wouter Hamel                                       | Breezy                                                  |
| 229        | Patrice Rushen                                     | Forget me nots                                          |
| 230        | Paolo Nutini                                       | Let me down easy                                        |
| 231        | Sugarhill Gang                                     | Rapper's delight                                        |
| 232        | Billie Holiday                                     | Summertime                                              |
| 233        | Prince                                             | If I Was Your Girlfriend                                |
| 234        | Bob Marley                                         | No woman no cry                                         |
| 235        | Justin Timberlake                                  | Take back the night                                     |
| 236        | Stevie Wonder                                      | Don't you worry 'bout a thing                           |
| 237        | James Carr                                         | The dark end of the street                              |
| 238        | India.Arie                                         | Brown skin                                              |
| 239        | Manu Dibango                                       | Soul Makossa                                            |
| 240        | Al Jarreau                                         | Mornin'                                                 |
| 241        | Buckshot Lefonque Ft. Frank McComb                 | Another day                                             |
| 242        | Brothers Johnson                                   | Strawberry letter 23                                    |
| 243        | D'Angelo & The Vanguard                            | Really love                                             |
| 244        | The O'Jays                                         | Love train                                              |
| 245        | Van Morrison                                       | Have I told you lately                                  |
| 246        | Giovanca                                           | On my way                                               |
| 247        | The Staple Singers                                 | I'll take you there                                     |
| 248        | Boz Scaggs                                         | What can I say                                          |
| 249        | Otis Redding                                       | These arms of mine                                      |
| 250        | Adele                                              | Chasing Pavements                                       |
| 251        | Philadelphia All Stars                             | Let's clean up the ghetto                               |
| 252        | Cameo                                              | Word up!                                                |
| 253        | Stevie Wonder                                      | Uptight (Everything's Alright)                          |
| 254        | Herbie Hancock                                     | Cantaloupe Island                                       |
| 255        | Michael Jackson                                    | Liberian Girl                                           |
| 256        | Frank Sinatra                                      | I've got you under my skin                              |
| 257        | Bo Saris                                           | One Mo 'gain                                            |
| 258        | Chaka Khan                                         | Through the fire                                        |
| 259        | Jonathan Jeremiah                                  | Happiness                                               |
| 260        | Ray Charles                                        | Mess around                                             |
| 261        | Charles Bradley                                    | The world (is going up in flames)                       |
| 262        | Lou Rawls                                          | See you when I git there                                |
| 263        | Gap Band                                           | Oops upside your head                                   |
| 264        | Arrested Development                               | People everyday                                         |
| 265        | Lionel Richie                                      | All night long                                          |
| 266        | James Brown                                        | Papa's got a brand new bag                              |
| 267        | Bob Marley                                         | Waiting in vain                                         |
| 268        | Rick James                                         | Superfreak                                              |
| 269        | Jamie Cullum                                       | All at sea                                              |
| 270        | Al Green                                           | Take me to the river                                    |
| 271        | Edwin Starr                                        | War                                                     |
| 272        | TLC                                                | Waterfalls                                              |
| 273        | Gregory Porter                                     | On my way to Harlem                                     |
| 274        | Dionne Warwick                                     | Walk on by                                              |
| 275        | Tuxedo                                             | Do it                                                   |
| 276        | Sly & The Family Stone                             | If you want me to stay                                  |
| 277        | The Doobie Brothers                                | What a Fool Believes                                    |
| 278        | Omar                                               | There's nothing like this                               |
| 279        | The Jacksons                                       | Blame it on the boogie                                  |
| 280        | Jamie Lidell                                       | Another day                                             |
| 281        | Rufus Thomas & Carla Thomas                        | Birds & bees                                            |
| 282        | Norah Jones                                        | Don't know why                                          |
| 283        | Barry White                                        | Can't get enough of your love, babe                     |
| 284        | Aretha Franklin                                    | You make me feel like a natural woman                   |
| 285        | Gnarls Barkley                                     | Crazy                                                   |
| 286        | Jackie Wilson                                      | (Your love keeps lifting me) Higher and higher          |
| 287        | Prince                                             | I Wanna Be Your Lover                                   |
| 288        | Kovacs                                             | My Love                                                 |
| 289        | Funkadelic                                         | One nation under a groove                               |
| 290        | Aaliyah                                            | Are you that somebody                                   |
| 291        | Roberta Flack                                      | The first time ever I saw your face                     |
| 292        | Earth Wind & Fire                                  | Let's groove                                            |
| 293        | Manu Chao                                          | Me gustas tu                                            |
| 294        | The Pointer Sisters                                | Yes we can can                                          |
| 295        | Ruben Hein                                         | Elephants                                               |
| 296        | Marvin Gaye                                        | Pride and joy                                           |
| 297        | Labelle                                            | Lady Marmalade                                          |
| 298        | Grace Jones                                        | Pull up to the bumper                                   |
| 299        | Stevie Wonder                                      | Signed, Sealed, Delivered I'm Yours                     |
| 300        | Hall & Oates                                       | She's gone                                              |
| 301        | Selah Sue                                          | Alone                                                   |
| 302        | Duke Ellington & John Coltrane                     | In a Sentimental Mood                                   |
| 303        | Chic                                               | I want your love                                        |
| 304        | Erykah Badu                                        | Next lifetime                                           |
| 305        | Dr. John                                           | Right place wrong time                                  |
| 306        | Dee-lite Ft. Bootsy Collins                        | Groove Is in the Heart                                  |
| 307        | Kyteman Orchestra                                  | The mushroom cloud                                      |
| 308        | Adele                                              | Rolling in the Deep                                     |
| 309        | Prince                                             | Sexy M.F.                                               |
| 310        | Al Green                                           | Tired of being alone                                    |
| 311        | Earth Wind & Fire                                  | After the love has gone                                 |
| 312        | Luther Vandross                                    | She's a super lady                                      |
| 313        | Robert Cray                                        | Right next door                                         |
| 314        | Sam Cooke                                          | Wonderful world                                         |
| 315        | Diana Ross                                         | Love Hangover                                           |
| 316        | BB. & Q. Band                                      | Starlette                                               |
| 317        | Santana                                            | Black magic woman                                       |
| 318        | Alicia Keys                                        | If I Ain't Got You                                      |
| 319        | Sly & The Family Stone                             | Thank you (For letting me be myself again)              |
| 320        | Michael Jackson                                    | Thriller                                                |
| 321        | D'Angelo                                           | Sugah daddy                                             |
| 322        | Bob Marley                                         | Three little birds                                      |
| 323        | Roberta Flack                                      | Killing me softly with his song                         |
| 324        | Sam & Dave                                         | Hold on I'm coming                                      |
| 325        | Cannonball Adderley                                | Autumn leaves                                           |
| 326        | Chic                                               | My forbidden lover                                      |
| 327        | Simply Red                                         | Holding back the years                                  |
| 328        | Etta James                                         | I just want to make love to you                         |
| 329        | Jamiroquai                                         | Emergency on planet Earth                               |
| 330        | Stevie Wonder                                      | Pastime paradise                                        |
| 331        | Rose Royce                                         | Car wash                                                |
| 332        | Lianne La Havas                                    | Is your love big enough?                                |
| 333        | Sérgio Mendes                                      | Mas que nada                                            |
| 334        | James Brown                                        | Say it loud I'm black and I'm proud                     |
| 335        | Wouter Hamel                                       | Don't ask                                               |
| 336        | SOS Band                                           | Just be good to me                                      |
| 337        | Otis Redding                                       | Hard to handle                                          |
| 338        | Eddie Floyd                                        | Knock on wood                                           |
| 339        | Grover Washington jr. & Bill Withers               | Just the two of us                                      |
| 340        | Laura Mvula                                        | Green garden                                            |
| 341        | The Pasadenas                                      | Tribute (right on)                                      |
| 342        | Ray Charles                                        | What'd I say                                            |
| 343        | Beyoncé                                            | Love on Top                                             |
| 344        | Earth Wind & Fire                                  | Got to Get You into My Life                             |
| 345        | John Mayer                                         | Waiting on the world to change                          |
| 346        | Nina Simone                                        | Don't Let Me Be Misunderstood                           |
| 347        | Amy Winehouse                                      | Stronger than me                                        |
| 348        | Michael McDonald                                   | I keep forgettin' (everytime you're near)               |
| 349        | Wilson Pickett                                     | Mustang Sally                                           |
| 350        | Roots & Erykah Badu                                | You got me                                              |
| 351        | Terence Trent D'Arby                               | Dance little sister                                     |
| 352        | Gladys Knight & the Pips                           | Just walk in my shoes                                   |
| 353        | Adele                                              | Make You Feel My Love                                   |
| 354        | Alexander O'Neal                                   | Criticize                                               |
| 355        | Aretha Franklin                                    | Spanish Harlem                                          |
| 356        | John Lee Hooker & Carlos Santana                   | The healer                                              |
| 357        | Ben L'Oncle Soul                                   | Seven nation army                                       |
| 358        | Bob Marley                                         | Jamming                                                 |
| 359        | Sabrina Starke                                     | In the morning                                          |
| 360        | Smokey Robinson                                    | The tears of a clown                                    |
| 361        | The Fugees                                         | Fu-gee-la                                               |
| 362        | Gare du Nord                                       | Pablo's blues                                           |
| 363        | James Brown                                        | The payback                                             |
| 364        | The Commodores                                     | Three times a lady                                      |
| 365        | The Pointer Sisters                                | Fire                                                    |
| 366        | Marvin Gaye & Tammi Terrell                        | You're all I need to get by                             |
| 367        | Bar-kays                                           | Soul finger                                             |
| 368        | Rick James                                         | Glow                                                    |
| 369        | Sammy Davis jr.                                    | Mr. Bojangles                                           |
| 370        | Justin Timberlake                                  | Rock your body                                          |
| 371        | Etta James                                         | Something's got a hold on me                            |
| 372        | Kris Berry                                         | Perfect storm                                           |
| 373        | Parliament                                         | Give up the funk (Tear the roof off the sucker)         |
| 374        | Miles Davis                                        | Blue in Green                                           |
| 375        | Third World                                        | Try Jah love                                            |
| 376        | Stevie Wonder                                      | You Are the Sunshine of My Life                         |
| 377        | Guru Ft. Donald Byrd                               | Loungin'                                                |
| 378        | Gregory Porter                                     | Painted on canvas                                       |
| 379        | Harold Melvin & The Blue Notes                     | Wake up everybody                                       |
| 380        | Mark Ronson & Amy Winehouse                        | Valerie                                                 |
| 381        | Michael Jackson                                    | Wanna Be Startin' Somethin'                             |
| 382        | Joe Jackson                                        | You can't get what you want                             |
| 383        | Jamiroquai                                         | Space cowboy                                            |
| 384        | Horace Silver                                      | Song for my father                                      |
| 385        | Jocelyn Brown                                      | Somebody else's guy                                     |
| 386        | Marvin Gaye                                        | Trouble man                                             |
| 387        | Sharon Jones & the Dap-Kings                       | 100 Days 100 nights                                     |
| 388        | Nina Simone                                        | I Put a Spell on You                                    |
| 389        | The O'Jays                                         | For the love of money                                   |
| 390        | Wouter Hamel                                       | Hollywood                                               |
| 391        | Erykah Badu                                        | Apple tree                                              |
| 392        | Shalamar                                           | A night to remember                                     |
| 393        | Solomon Burke & De Dijk                            | Hold on tight                                           |
| 394        | Gil Scott-Heron                                    | The bottle                                              |
| 395        | George Duke                                        | Brazilian love affair                                   |
| 396        | Jill Scott                                         | A long walk                                             |
| 397        | KC & the Sunshine Band                             | That's the way (I like it)                              |
| 398        | Hall & Oates                                       | Sara smile                                              |
| 399        | Meters                                             | Cissy Strut                                             |
| 400        | Stevie Wonder                                      | Overjoyed                                               |
| 401        | Bill Withers                                       | Who is he and what is he to you                         |
| 402        | Stan Getz & Joao Gilberto Ft. Astrud Gilberto      | The girl from Ipanema                                   |
| 403        | Michael Jackson                                    | Remember the time                                       |
| 404        | Gregory Porter                                     | No love dying                                           |
| 405        | Bob Marley                                         | Get up stand up                                         |
| 406        | John Legend                                        | P.D.A. (we just don't care)                             |
| 407        | Curtis Mayfield                                    | Freddie's dead                                          |
| 408        | Macy Gray                                          | I try                                                   |
| 409        | Kraak & Smaak Ft. Ben Westbeech                    | Squeeze me                                              |
| 410        | Nina Simone                                        | Here comes the sun                                      |
| 411        | Incognito                                          | Don't you worry 'bout a thing                           |
| 412        | Arthur Conley                                      | Sweet soul music                                        |
| 413        | Steely Dan                                         | Babylon sisters                                         |
| 414        | Koop                                               | Come to me                                              |
| 415        | Ann Peebles                                        | I can't stand the rain                                  |
| 416        | Earth Wind & Fire                                  | Star                                                    |
| 417        | Norah Jones                                        | Come away with me                                       |
| 418        | Jamiroquai                                         | Too young to die                                        |
| 419        | Shalamar                                           | I can make you feel good                                |
| 420        | Miles Davis                                        | Summertime                                              |
| 421        | Wouter Hamel                                       | Demise                                                  |
| 422        | The Jacksons                                       | Can You Feel It                                         |
| 423        | Ray Charles                                        | Hit the Road Jack                                       |
| 424        | Rose Royce                                         | RR Express                                              |
| 425        | Prince                                             | I could never take the place of your man                |
| 426        | Otis Redding                                       | That's how wrong my love is                             |
| 427        | Benjamin Clementine                                | Nemesis                                                 |
| 428        | Sonny Rollins                                      | St. Thomas                                              |
| 429        | Terence Trent D'Arby                               | Sign your name                                          |
| 430        | Matt Bianco                                        | More than I can bear                                    |
| 431        | Wouter Hamel                                       | In between                                              |
| 432        | Lou Rawls                                          | You'll never find another love like mine                |
| 433        | Sting & Branford Marsalis                          | Englishman in New York                                  |
| 434        | Wild Cherry                                        | Play that funky music                                   |
| 435        | Kyteman                                            | She blew like trumpets                                  |
| 436        | Michael Kiwanuka                                   | Tell me a tale                                          |
| 437        | War                                                | The world is a ghetto                                   |
| 438        | Van Morrison                                       | Caravan                                                 |
| 439        | Tony Bennett & Lady Gaga                           | The lady is a tramp                                     |
| 440        | Brandy & Monica                                    | The Boy Is Mine                                         |
| 441        | George Michael                                     | Kissing a fool                                          |
| 442        | Miles Davis                                        | Milestones                                              |
| 443        | Anita Baker                                        | Caught up in the rapture                                |
| 444        | Warren G & Nate Dogg                               | Regulate                                                |
| 445        | Alison Moyet                                       | That ole devil called love                              |
| 446        | Amy Winehouse                                      | Fuck me pumps                                           |
| 447        | Teddy Pendergrass                                  | Love t.k.o                                              |
| 448        | Ray Charles                                        | Unchain my heart                                        |
| 449        | Vanity 6                                           | Nasty girl                                              |
| 450        | Billie Holiday                                     | Lady sings the blues                                    |
| 451        | Diana Ross                                         | Theme from Mahogany (Do you know where you're going to) |
| 452        | Trombone Shorty Ft. Jeff Beck                      | Do to me                                                |
| 453        | Gregory Porter Ft. Ben L'Oncle Soul                | Grandma's hands                                         |
| 454        | Frank Sinatra                                      | My way                                                  |
| 455        | Frank Ocean                                        | Lost                                                    |
| 456        | Donna Summer                                       | Love to love you baby                                   |
| 457        | Dizzy Gillespie                                    | A night in Tunisia (live)                               |
| 458        | Wouter Hamel                                       | March April May                                         |
| 459        | Soul II Soul Ft. Caron Wheeler                     | Keep on movin'                                          |
| 460        | Booker T. & the M.G.'s                             | Time is tight                                           |
| 461        | Jimmy Cliff                                        | Many rivers to cross                                    |
| 462        | Bobby Womack                                       | If you want my love, put something down on it           |
| 463        | Ashford & Simpson                                  | Solid                                                   |
| 464        | Charles Mingus                                     | Goodbye pork pie hat                                    |
| 465        | Donny Hathaway                                     | To be young gifted and black                            |
| 466        | Donald Fagen                                       | The nightfly                                            |
| 467        | Whitney Houston                                    | I will always love you''                                |
| 468        | The Three Degrees                                  | When will I see you again                               |
| 469        | Charles Bradley                                    | You put the flame on it                                 |
| 470        | Herbie Hancock                                     | Maiden voyage                                           |
| 471        | Randy Crawford                                     | One day I'll fly away                                   |
| 472        | Cameo                                              | Candy                                                   |
| 473        | Miriam Makeba                                      | Pata pata                                               |
| 474        | James Brown                                        | Super bad                                               |
| 475        | Donna Summer                                       | Last dance                                              |
| 476        | Ella Fitzgerald                                    | Everytime we say goodbye                                |
| 477        | Mayer Hawthorne                                    | The walk                                                |
| 478        | The Spinners                                       | I'll be around                                          |
| 479        | Bob Marley                                         | Is this love                                            |
| 480        | Neneh Cherry                                       | Buffalo stance                                          |
| 481        | Stevie Wonder                                      | He's Misstra Know-it-all                                |
| 482        | Jill Scott & Anthony Hamilton                      | So in love                                              |
| 483        | Thelonious Monk                                    | ’Round midnight                                         |
| 484        | Jonathan Jeremiah                                  | Heart of stone                                          |
| 485        | Candy Dulfer & Dave A. Stewart                     | Lily was here                                           |
| 486        | Frank Sinatra                                      | Come fly with me                                        |
| 487        | Aloe Blacc Ft. Pharrell Williams                   | Love is the answer                                      |
| 488        | Will Downing                                       | A love supreme                                          |
| 489        | Amos Lee                                           | Arms of a woman                                         |
| 490        | The Four Tops                                      | I can't help myself (Sugar Pie, Honey Bunch)            |
| 491        | Amy Winehouse                                      | Our day will come                                       |
| 492        | Bee Gees                                           | Nights on Broadway                                      |
| 493        | Archie Bell & The Drells                           | Tighten up                                              |
| 494        | UB40                                               | Food for thought                                        |
| 495        | Gregory Porter                                     | Musical genocide (St Germain remix)                     |
| 496        | Waylon                                             | Wicked Way                                              |
| 497        | Miles Davis                                        | My Funny Valentine                                      |
| 498        | James Brown                                        | Woman                                                   |
| 499        | Candi Staton                                       | Young hearts run free                                   |
| 500        | Jamie Cullum                                       | Don't stop the music                                    |
| 501        | B.B. King                                          | Ain't nobody home                                       |
| 502        | Michael Bublé                                      | Feeling Good                                            |
| 503        | The Commodores                                     | Nightshift                                              |
| 504        | Justin Timberlake                                  | What Goes Around... Comes Around                        |
| 505        | John Coltrane                                      | Blue train                                              |
| 506        | Gap Band                                           | Burn rubber (why you wanna hurt me)                     |
| 507        | James Ingram & Michael McDonald                    | Yah Mo B There                                          |
| 508        | Gil Scott-Heron                                    | Lady Day and John Coltrane                              |
| 509        | Giovanca                                           | Drop it                                                 |
| 510        | Jimmy Ruffin                                       | What becomes of the brokenhearted                       |
| 511        | Jarrod Lawson                                      | Walk in the park                                        |
| 512        | Wilson Pickett                                     | In the midnight hour                                    |
| 513        | Detroit Emeralds                                   | Feel the need in me                                     |
| 514        | Diana Ross                                         | Upside down                                             |
| 515        | Janet Jackson Ft. Q-tip                            | Got 'til it's gone                                      |
| 516        | Adele                                              | Someone Like You                                        |
| 517        | Mezzoforte                                         | Garden party                                            |
| 518        | B.B. King                                          | Everyday I have the blues (live)                        |
| 519        | Gard du Nord                                       | Marvin & Miles                                          |
| 520        | Otis Redding                                       | Fa fa fa fa fa (sad song)                               |
| 521        | Change                                             | Change of heart                                         |
| 522        | Paloma Faith                                       | Only love can hurt like this                            |
| 523        | Peter Tosh & Mick Jagger                           | (You gotta walk) Don't look back                        |
| 524        | Cannonball Adderley                                | Mercy mercy mercy                                       |
| 525        | Deniece Williams                                   | Free                                                    |
| 526        | Pete Philly & Perquisite                           | Mystery repeats                                         |
| 527        | Michael Jackson                                    | Working day and night                                   |
| 528        | Weather Report                                     | Birdland                                                |
| 529        | Betty Everett                                      | The shoop shoop song (it's in his kiss)                 |
| 530        | Duffy                                              | Mercy                                                   |
| 531        | James Brown                                        | Please please please                                    |
| 532        | Lenny Kravitz                                      | I belong to you                                         |
| 533        | Gladys Knight & the Pips                           | Help me make it through the night                       |
| 534        | Parliament                                         | Flash light                                             |
| 535        | Lianne La Havas                                    | Age (new 'version)                                      |
| 536        | Shalamar                                           | The second time around                                  |
| 537        | Prince                                             | Get off                                                 |
| 538        | Aretha Franklin                                    | Bridge over troubled water                              |
| 539        | Benjamin Herman Ft. Daniel Von Piekartz            | Trouble                                                 |
| 540        | Santana & Wyclef Jean                              | Maria Maria                                             |
| 541        | Sly & The Family Stone                             | Stand!                                                  |
| 542        | Ann Robinson                                       | You did it                                              |
| 543        | D'Angelo                                           | Cruisin'                                                |
| 544        | Herbie Hancock                                     | Watermelon Man                                          |
| 545        | Otis Redding                                       | Love man                                                |
| 546        | Wouter Hamel                                       | Sunny says                                              |
| 547        | Earth Wind & Fire                                  | That's the way of the world                             |
| 548        | Lauryn Hill                                        | Ex-factor                                               |
| 549        | Stevie Wonder                                      | Do I do                                                 |
| 550        | Lou Rawls                                          | Lady love                                               |
| 551        | Babyface & Stevie Wonder                           | How come, how long                                      |
| 552        | Peggy Lee                                          | Fever                                                   |
| 553        | Dayton                                             | The sound of music                                      |
| 554        | Prince                                             | The Most Beautiful Girl in the World                    |
| 555        | Marvin Gaye                                        | How sweet it is (to be loved by you)                    |
| 556        | Rose Royce                                         | Love don't live here anymore                            |
| 557        | Mark Morrison                                      | Return of the Mack                                      |
| 558        | Nina Simone                                        | I wish I knew how it would feel to be free              |
| 559        | Angie Stone                                        | No more rain (in this cloud)                            |
| 560        | Johnny Guitar Watson                               | Ain't that a bitch                                      |
| 561        | Diana Ross                                         | Ain't no mountain high enough                           |
| 562        | Bob Marley                                         | Stir it up (live)                                       |
| 563        | Whispers                                           | It's a love thing                                       |
| 564        | Oleta Adams                                        | Get here                                                |
| 565        | Art Blakey                                         | Moanin'                                                 |
| 566        | Postmen                                            | Crisis                                                  |
| 567        | Solomon Burke                                      | Everybody needs somebody to love                        |
| 568        | Gino Vannelli                                      | People gotta move                                       |
| 569        | John Legend                                        | This time                                               |
| 570        | The Love Unlimited Orchestra                       | Love's Theme                                            |
| 571        | Van Morrison                                       | And it stoned me                                        |
| 572        | Candy Dulfer                                       | Saxuality                                               |
| 573        | Luther Vandross                                    | Dance with my father                                    |
| 574        | Gwen McCrae                                        | Keep the fire burning                                   |
| 575        | Norah Jones                                        | Sunrise                                                 |
| 576        | Wilson Pickett                                     | Land of thousand dances                                 |
| 577        | Manhattans                                         | Kiss and say goodbye                                    |
| 578        | Neville Brothers                                   | Yellow moon                                             |
| 579        | Young Disciples                                    | Apparently nothin'                                      |
| 580        | Chic                                               | Everybody Dance                                         |
| 581        | Aretha Franklin                                    | Chain of fools                                          |
| 582        | George Benson                                      | Lady love me (one more time)                            |
| 583        | Frank Sinatra                                      | That's life                                             |
| 584        | En Vogue                                           | Don't let go (love)                                     |
| 585        | Lakeside                                           | Fantastic voyage                                        |
| 586        | Sade                                               | Love is stronger than pride                             |
| 587        | Donny Hathaway                                     | Jealous guy (live)                                      |
| 588        | B.B. & Q. Band                                     | On the beat                                             |
| 589        | Esperanza Spalding                                 | Black gold                                              |
| 590        | DJ Jazzy Jeff & The Fresh Prince                   | Summertime                                              |
| 591        | Marlena Shaw                                       | Woman of the ghetto                                     |
| 592        | Bobby Caldwell                                     | What you won't do for love                              |
| 593        | Prince                                             | Alphabet St.                                            |
| 594        | Jonathan Jeremiah                                  | Lost                                                    |
| 595        | Marvin Gaye & Tammi Terrell                        | Ain't nothing like the real thing                       |
| 596        | Ella Fitzgerald                                    | I've got you under my skin                              |
| 597        | The Trammps                                        | Disco inferno                                           |
| 598        | Bettye Lavette                                     | Let me down easy                                        |
| 599        | Donald Fagen                                       | New frontier                                            |
| 600        | Stevie Wonder                                      | Knocks me off my feet                                   |
| 601        | Simply Red                                         | Something got me started                                |
| 602        | Pharrell Williams Ft. Jay-Z                        | Frontin'                                                |
| 603        | James Brown                                        | Funky drummer                                           |
| 604        | Harold Melvin & The Blue Notes                     | If you don't know me by now                             |
| 605        | Carole King                                        | I feel the earth move                                   |
| 606        | Joss Stone                                         | Super Duper Love (Are You Diggin' on Me)                |
| 607        | Jackie Wilson                                      | I get the sweetest feeling                              |
| 608        | Dinah Washington                                   | Mad about the boy                                       |
| 609        | Jackson 5                                          | ABC                                                     |
| 610        | The Cool Quest                                     | Shine                                                   |
| 611        | Isaac Hayes                                        | Walk on by                                              |
| 612        | Level 42                                           | Hot water                                               |
| 613        | Maxwell                                            | Ascension (don't ever wonder)                           |
| 614        | Selah Sue                                          | Crazy vibes                                             |
| 615        | Miles Davis                                        | ’Round Midnight                                         |
| 616        | Tavares                                            | Don't take away the music                               |
| 617        | Etta James                                         | Stormy Weather                                          |
| 618        | Tina Turner                                        | What’s love got to do with it                           |
| 619        | Jose James                                         | Park bench people                                       |
| 620        | The Trammps                                        | Shout                                                   |
| 621        | Marcus Miller                                      | Blast                                                   |
| 622        | Funkadelic                                         | (Not just) Knee deep                                    |
| 623        | India.Arie                                         | Video                                                   |
| 624        | Isley Brothers                                     | Between the sheets                                      |
| 625        | Jason Mraz                                         | Butterfly                                               |
| 626        | Kool & the Gang                                    | Jungle boogie                                           |
| 627        | The Supremes                                       | Love Child                                              |
| 628        | Lauryn Hill                                        | To Zion                                                 |
| 629        | Astrud Gilberto                                    | Agua De Beber                                           |
| 630        | Alain Clark                                        | Blow Me Away                                            |
| 631        | Stevie Wonder                                      | Village ghetto land                                     |
| 632        | Caro Emerald                                       | Back it up                                              |
| 633        | The Impressions                                    | People get ready                                        |
| 634        | Aretha Franklin                                    | I never loved a man the way I loved you                 |
| 635        | Odyssey                                            | Going back to my roots                                  |
| 636        | Jamiroquai                                         | Canned heat                                             |
| 637        | The Flirtations                                    | Nothing but a heartache                                 |
| 638        | Soul II Soul                                       | Back to life (however do you want me)                   |
| 639        | Johnnie Taylor                                     | What about my love                                      |
| 640        | Dionne Warwick                                     | What the world needs now is love                        |
| 641        | Paul Simon                                         | 50 ways to leave your lover                             |
| 642        | Barry White                                        | You see the trouble with me                             |
| 643        | Anthony Hamilton                                   | Charlene                                                |
| 644        | George Duke                                        | Shine on                                                |
| 645        | St Germain                                         | Rose rouge                                              |
| 646        | Rose Royce                                         | Wishing on s star                                       |
| 647        | Raul Midon                                         | State of mind                                           |
| 648        | Stevie Wonder                                      | Another star                                            |
| 649        | Sabrina Starke                                     | Do for love                                             |
| 650        | Steely Dan                                         | Peg                                                     |
| 651        | Albert King                                        | Born under a bad sign                                   |
| 652        | Brand New Heavies                                  | Dream on dreamer                                        |
| 653        | Donny Hathaway                                     | Little ghetto boy                                       |
| 654        | Erykah Badu                                        | Window seat                                             |
| 655        | Jamiroquai                                         | Blow your mind                                          |
| 656        | Quincy Jones                                       | Ai no corrida                                           |
| 657        | Sam Smith                                          | I'm not 'the only one                                   |
| 658        | Floaters                                           | Float on                                                |
| 659        | Janet Jackson                                      | When I think of you                                     |
| 660        | Bootsy Collins                                     | I'd rather be with you                                  |
| 661        | Third World                                        | Now that we found love                                  |
| 662        | Groove Armada                                      | My friend                                               |
| 663        | Martha & the Vandellas                             | Nowhere to run                                          |
| 664        | George Benson                                      | Love X Love                                             |
| 665        | Quincy Jones                                       | The secret garden (sweet seduction suite)               |
| 666        | Mayer Hawthorne                                    | Back seat lover                                         |
| 667        | Isley Brothers Ft. R. Kelly                        | Contagious                                              |
| 668        | Herbie Hancock                                     | Chameleon (long version)                                |
| 669        | KC & the Sunshine Band                             | I'm your boogie man                                     |
| 670        | John Mayer                                         | Slow dancing in a burning room                          |
| 671        | Roberta Flack & Donny Hathaway                     | Where is the love                                       |
| 672        | Donna Summer                                       | Bad girls                                               |
| 673        | Jamie Cullum Ft. Gregory Porter                    | Don't Let Me Be Misunderstood                           |
| 674        | Tito Puente                                        | Oye cómo va                                             |
| 675        | Nina Simone                                        | Love me or leave me                                     |
| 676        | Kid Creole & the Coconuts                          | Stool pigeon                                            |
| 677        | Janelle Monáe Ft. Erykah Badu                      | Q.u.e.e.n.                                              |
| 678        | John Coltrane                                      | Giant steps                                             |
| 679        | Rodriguez                                          | Sugar man                                               |
| 680        | Phyllis Hyman                                      | You know how to love me                                 |
| 681        | Pharrell Williams Ft. Daft Punk                    | Gust of wind                                            |
| 682        | John Lee Hooker                                    | Dimples                                                 |
| 683        | Nina Simone                                        | I Love you, Porgy                                       |
| 684        | Raphael Saadiq                                     | Movin' down the line                                    |
| 685        | Chic                                               | You are beautiful                                       |
| 686        | The Cool Quest                                     | Funkin' badass                                          |
| 687        | Michael Jackson                                    | Ben                                                     |
| 688        | Caro Emerald                                       | A Night Like This                                       |
| 689        | Graham Central Station                             | The jam                                                 |
| 690        | A Taste of Honey                                   | Boogie oogie oogie                                      |
| 691        | Bob Marley                                         | One love/People get ready                               |
| 692        | Bootsy Collins                                     | The pinocchio theory                                    |
| 693        | Snoop Dogg Ft. Justin Timberlake                   | Signs                                                   |
| 694        | The Pointer Sisters                                | I'm So Excited                                          |
| 695        | Sam Cooke                                          | Chain gang                                              |
| 696        | D'Angelo                                           | Feel like makin' love                                   |
| 697        | Kool & the Gang                                    | Celebration                                             |
| 698        | Ruben Hein                                         | Stand up speak out                                      |
| 699        | Gregory Porter                                     | Illusion                                                |
| 700        | Terence Trent D'Arby                               | Wishing well                                            |
| 701        | Duke Ellington                                     | Take the A Train                                        |
| 702        | John Legend                                        | Used To Love U                                          |
| 703        | Adele                                              | Hometown Glory                                          |
| 704        | Change Ft. Luther Vandross                         | The glow of love                                        |
| 705        | Fela Kuti                                          | Water no get enemy                                      |
| 706        | Alicia Keys                                        | A Woman's Worth                                         |
| 707        | Kurt Elling                                        | Steppin' out                                            |
| 708        | Bee Gees                                           | Stayin’ alive                                           |
| 709        | Snarky Puppy                                       | Tio Macacao                                             |
| 710        | Lauryn Hill                                        | Everything is everything                                |
| 711        | Solomon Burke & The Blind Boys Of Alabama          | None of us are free                                     |
| 712        | Kwabs                                              | Walk (live & Acoustic)                                  |
| 713        | The Four Tops                                      | Don't walk away                                         |
| 714        | Ronny Jordan                                       | So what                                                 |
| 715        | Colonel Abrams                                     | Trapped                                                 |
| 716        | Nick Price                                         | Naked souls                                             |
| 717        | Roberta Flack                                      | Compared to what                                        |
| 718        | Hero                                               | Les fleur                                               |
| 719        | Luther Vandross                                    | Stop to love                                            |
| 720        | A Tribe Called Quest                               | Bonita Applebum                                         |
| 721        | Otis Redding                                       | Mr. Pitiful                                             |
| 722        | Laura Mvula                                        | She                                                     |
| 723        | Dave Brubeck                                       | Blue rondo a la Turk                                    |
| 724        | Boyz II Men                                        | Motownphilly                                            |
| 725        | Michael Jackson                                    | I can't help it                                         |
| 726        | Allen Toussaint                                    | Happiness                                               |
| 727        | Steely Dan                                         | Hey nineteen                                            |
| 728        | George Michael                                     | Fastlove                                                |
| 729        | The Spinners                                       | It's a Shame                                            |
| 730        | Marcus Miller Ft. Corinne Bailey Rae               | Free                                                    |
| 731        | Sérgio Mendes & Black Eyed Peas                    | Mas que nada                                            |
| 732        | Bernhoft                                           | C'mon talk                                              |
| 733        | Frank Sinatra                                      | Mack The Knife                                          |
| 734        | Nancy Sinatra                                      | Bang Bang                                               |
| 735        | Alexander O'Neal                                   | Fake                                                    |
| 736        | Sammy Davis jr.                                    | Baretta's Theme                                         |
| 737        | Champaign                                          | How 'Bout Us                                            |
| 738        | Miles Davis                                        | Generique                                               |
| 739        | Sheila E.                                          | The glamorous life                                      |
| 740        | Raphael Saadiq                                     | Stone rollin'                                           |
| 741        | The Temptations                                    | Get Ready                                               |
| 742        | Gloria Gaynor                                      | I will survive                                          |
| 743        | Jig                                                | Super                                                   |
| 744        | George Benson                                      | Breezin'                                                |
| 745        | R. Kelly                                           | I believe I can fly                                     |
| 746        | D Train                                            | You're the one for me                                   |
| 747        | Robert Glasper Experiment Ft. Erykah Badu          | Afro blue                                               |
| 748        | Sister Sledge                                      | Lost in music                                           |
| 749        | Arrested Development                               | Mr. Wendal                                              |
| 750        | Simply Red                                         | Jericho                                                 |
| 751        | Ashford & Simpson                                  | Found a cure                                            |
| 752        | Branford Marsalis & Terence Blanchard              | Mo' better blues                                        |
| 753        | Usher                                              | Good kisser                                             |
| 754        | The Ohio Players                                   | Fire                                                    |
| 755        | Chaka Khan                                         | What cha' gonna do for me                               |
| 756        | Gare Du Nord Ft. Marvin Gaye                       | You're my medicine                                      |
| 757        | Jimmy Bo Horne                                     | Dance scross the floor                                  |
| 758        | Nina Simone                                        | Lilac eine                                              |
| 759        | Caro Emerald                                       | That Man                                                |
| 760        | Barry White                                        | You're the first, the last, my everything               |
| 761        | Chef' Special                                      | Birds                                                   |
| 762        | The Supremes                                       | I hear a symphony                                       |
| 763        | Gregory Abbott                                     | Shake you sown                                          |
| 764        | Michael Kiwanuka                                   | I'm getting ready                                       |
| 765        | Chic                                               | Chic cheer                                              |
| 766        | Faith Evans                                        | Mesmerized                                              |
| 767        | Sam Cooke                                          | Twistin' the night away                                 |
| 768        | Shakatak                                           | Night birds                                             |
| 769        | Aloe Blacc                                         | The man                                                 |
| 770        | The Impressions                                    | Keep on pushing                                         |
| 771        | Charles & Eddie                                    | Would I lie to you                                      |
| 772        | The Commodores                                     | Sail on                                                 |
| 773        | Cheryl Lynn                                        | Got to be real                                          |
| 774        | Mary J. Blige                                      | I'm goin' down                                          |
| 775        | Lee Fields & The Expressions                       | Ladies                                                  |
| 776        | Sly & The Family Stone                             | I want to take you higher                               |
| 777        | Carole King                                        | You make me feel like a natural woman                   |
| 778        | Midnight Star                                      | Midas touch                                             |
| 779        | James Brown                                        | Hot pants                                               |
| 780        | CeCe Peniston                                      | Finally                                                 |
| 781        | Wouter Hamel                                       | Maybe I'll enjoy it next year                           |
| 782        | Common & John Legend                               | Glory                                                   |
| 783        | Kool & the Gang                                    | Ladies night                                            |
| 784        | P.M. Dawn                                          | Set adrift on memory bliss                              |
| 785        | The Spinners                                       | The rubberband man                                      |
| 786        | Michael Jackson                                    | Leave me alone                                          |
| 787        | Just Brothers                                      | Sliced tomatoes                                         |
| 788        | Paolo Nutini                                       | Coming up easy                                          |
| 789        | New Cool Collective                                | Big mondays                                             |
| 790        | Sting Ft. Eric Clapton                             | It's probably me                                        |
| 791        | Otis Redding                                       | Satisfaction                                            |
| 792        | Style Council                                      | My ever changing moods                                  |
| 793        | Patti Austin & James Ingram                        | Baby, come to me                                        |
| 794        | Daft Punk Ft. Pharrell Williams & Nile Rodgers     | Lose yourself to dance                                  |
| 795        | Marvin Gaye                                        | When did you stop loving me                             |
| 796        | Jamie Cullum                                       | Twentysomething                                         |
| 797        | Billy Stewart                                      | Summertime                                              |
| 798        | Charles Bradley                                    | Strictly reserved for you                               |
| 799        | Sister Sledge                                      | He's the greatest dancer                                |
| 800        | Waylon                                             | Happy Song                                              |
| 801        | Rick James                                         | Give it to me baby                                      |
| 802        | Chi-lites                                          | Have you seen her                                       |
| 803        | Lionel Richie                                      | You are                                                 |
| 804        | Selah Sue                                          | This world                                              |
| 805        | War                                                | The Cisco Kid                                           |
| 806        | Madeleine Peyroux                                  | Dance me to the end of love                             |
| 807        | Michael Bublé                                      | Home                                                    |
| 808        | Change                                             | A lover's holiday                                       |
| 809        | Michael Franti & Spearhead                         | Sometimes                                               |
| 810        | Michael Jackson                                    | The lady in my life                                     |
| 811        | Jason Mraz                                         | Make it mine                                            |
| 812        | Prince                                             | Chelsea Rodgers                                         |
| 813        | Aaron Neville                                      | Hercules                                                |
| 814        | Snoop Dogg                                         | Who am I (what's my name)                               |
| 815        | Stevie Wonder                                      | Golden lady                                             |
| 816        | Labi Siffre                                        | I got the                                               |
| 817        | Gary Clark, Jr.                                    | Things are changing                                     |
| 818        | Earth Wind & Fire                                  | Sing a song                                             |
| 819        | Billie Holiday                                     | Stormy weather                                          |
| 820        | Wouter Hamel                                       | Touch the stars                                         |
| 821        | Mary J. Blige                                      | Family affair                                           |
| 822        | Bob & Earl                                         | Harlem shuffle                                          |
| 823        | Next                                               | Too close                                               |
| 824        | Patti Labelle                                      | Release                                                 |
| 825        | Stretch                                            | Why did you do it                                       |
| 826        | Beyoncé Ft. Jay-Z                                  | Crazy in Love                                           |
| 827        | Anthony Hamilton                                   | Woo                                                     |
| 828        | Sheila E.                                          | Belle of St. Mark                                       |
| 829        | India.Arie                                         | Can I walk with you                                     |
| 830        | Ibrahim Maalouf                                    | Doubts                                                  |
| 831        | Tower of Power                                     | Diggin' on James Brown                                  |
| 832        | Jimmy Cliff                                        | The harder they come                                    |
| 833        | Dusty Springfield                                  | Spooky                                                  |
| 834        | Jamiroquai                                         | Love foolosophy                                         |
| 835        | King Curtis                                        | Memphis soul stew                                       |
| 836        | Simply Red                                         | Sunrise                                                 |
| 837        | Meters                                             | People say                                              |
| 838        | D'Angelo                                           | Lady                                                    |
| 839        | Paloma Faith Ft. Pharrell Williams                 | Can't rely on you                                       |
| 840        | Donald Fagen                                       | I.g.y.                                                  |
| 841        | Martha & the Vandellas                             | Dancing in the street                                   |
| 842        | Chic                                               | Dance, dance, dance (yowsah yowsah)                     |
| 843        | Cody Chesnutt                                      | The seed                                                |
| 844        | Gregory Porter                                     | The 'in' crowd                                          |
| 845        | War                                                | Low rider                                               |
| 846        | Kris Berry & Perquisite                            | Let go                                                  |
| 847        | Mary Jane Girls                                    | In my house                                             |
| 848        | Otis Redding                                       | Pain in my heart                                        |
| 849        | Waylon                                             | The Escapist                                            |
| 850        | Time                                               | Jungle love                                             |
| 851        | Percy Sledge                                       | My special prayer                                       |
| 852        | Indeep                                             | Last night a D.J. saved my life                         |
| 853        | John Legend                                        | Save room                                               |
| 854        | Joe Cocker                                         | Feelin' alright                                         |
| 855        | Sharon Jones & the Dap-Kings                       | Better things                                           |
| 856        | Michael Jackson                                    | Get on the floor                                        |
| 857        | Michael McDonald & Patti Labelle                   | On my own                                               |
| 858        | Stevie Wonder                                      | Too high                                                |
| 859        | Sade                                               | Hang on to your love                                    |
| 860        | Prince                                             | U got the look                                          |
| 861        | Sam Cooke                                          | You send me                                             |
| 862        | Janelle Monáe                                      | Dance apocalyptic                                       |
| 863        | Paul Simon                                         | Late in the evening                                     |
| 864        | Miles Davis                                        | All blues                                               |
| 865        | Tina Turner                                        | Let's stay together                                     |
| 866        | Nina Simone                                        | In the morning                                          |
| 867        | Paolo Nutini                                       | Scream (funk my life up)                                |
| 868        | Billy Preston                                      | Will it go round in circles                             |
| 869        | George Benson                                      | Never give up on a good thing                           |
| 870        | Lyn Collins                                        | Think (about it)                                        |
| 871        | Soul II Soul                                       | Get a life                                              |
| 872        | McFadden & Whitehead                               | Ain't no stopping us now                                |
| 873        | Aretha Franklin                                    | Rock steady                                             |
| 874        | Robin Thicke                                       | Magic                                                   |
| 875        | Melissa Fortes                                     | Deixa A Chuva Passar                                    |
| 876        | Sister Sledge                                      | We are family                                           |
| 877        | Guru                                               | No time to play                                         |
| 878        | Ziggy Marley & The Melody Makers                   | Tomorrow people                                         |
| 879        | Rufus & Chaka Khan                                 | Once you get started                                    |
| 880        | Herbie Hancock Ft. John Mayer                      | Stitched up                                             |
| 881        | Eric Benet & Faith Evans                           | Georgy Porgy                                            |
| 882        | Chicago                                            | Street player                                           |
| 883        | Gladys Knight & the Pips                           | Baby don't change your mind                             |
| 884        | Maxwell                                            | Get to know ya                                          |
| 885        | Donny Hathaway                                     | What's going on                                         |
| 886        | Jean Knight                                        | Mr. Big Stuff                                           |
| 887        | Heatwave                                           | Boogie nights                                           |
| 888        | Joss Stone                                         | Right to be wrong                                       |
| 889        | Ruben Hein                                         | Dressed up                                              |
| 890        | Kool & the Gang                                    | Fresh                                                   |
| 891        | Robert Glasper Experiment Ft. Jill Scott           | Calls                                                   |
| 892        | The Temptations                                    | Just My Imagination (Running Away with Me)              |
| 893        | Paul Weller                                        | Wild wood                                               |
| 894        | Jones Girls                                        | Nights over Egypt                                       |
| 895        | John Legend & The Roots Ft. Melanie Fiona & Common | Wake up everybody                                       |
| 896        | The Supremes                                       | Reflections                                             |
| 897        | Al Green                                           | Here I am (come and take me)                            |
| 898        | Alicia Keys                                        | How Come You Don't Call Me                              |
| 899        | Ramsey Lewis Trio                                  | The 'in' crowd                                          |
| 900        | Michael Jackson                                    | Baby be mine                                            |
| 901        | Corinne Bailey Rae                                 | Put Your Records On                                     |
| 902        | Ray Charles                                        | Hallelujah I love her so                                |
| 903        | Gregory Porter                                     | Real good hands                                         |
| 904        | Earth Wind & Fire                                  | And love goes on                                        |
| 905        | Aaliyah                                            | Rock the boat                                           |
| 906        | Chet Baker                                         | But not for me                                          |
| 907        | Zero 7                                             | Destiny                                                 |
| 908        | Michael Jackson                                    | Ain't No Sunshine                                       |
| 909        | Zhane                                              | Hey Mr. DJ.                                             |
| 910        | The Commodores                                     | Lady (You bring me up)                                  |
| 911        | Sam Cooke                                          | Bring it on home to me                                  |
| 912        | Alexander O'Neal Ft. Cherrelle                     | Never knew love like this                               |
| 913        | Stevie Wonder                                      | My Cherie Amour                                         |
| 914        | Selah Sue                                          | Raggamuffin                                             |
| 915        | The Spinners                                       | Working my way back to you                              |
| 916        | Wouter Hamel                                       | The lights                                              |
| 917        | Miles Davis                                        | Flamenco sketches                                       |
| 918        | Sting & Branford Marsalis                          | Moon over Bourbon Street                                |
| 919        | Boyz II Men                                        | End of the road                                         |
| 920        | Amy Winehouse                                      | Me and Mr. Jones                                        |
| 921        | Lionel Richie                                      | Hello                                                   |
| 922        | Beth Hart & Joe Bonamassa                          | Them there eyes                                         |
| 923        | Rufus & Chaka Khan                                 | Tell me something good                                  |
| 924        | Gregory Porter                                     | Wind song                                               |
| 925        | Hugh Masekela                                      | Grazin' in the grass                                    |
| 926        | James Morrison                                     | You give me something                                   |
| 927        | Gwen McCrae                                        | 90% of me is you                                        |
| 928        | Marcus Miller Ft. Me'shell Ndegeocello             | Rush over                                               |
| 929        | Mary Mary                                          | Shackles (praise you)                                   |
| 930        | Esperanza Spalding                                 | Radio song                                              |
| 931        | Steely Dan                                         | Aja                                                     |
| 932        | Chaka Khan                                         | Papillon (aka Hot Butterfly)                            |
| 933        | Freddie Jackson                                    | Rock me tonight (for old times sake)                    |
| 934        | Robert Palmer                                      | Sneakin' sally through the alley                        |
| 935        | Joss Stone                                         | Don't cha wanna ride                                    |
| 936        | George Duke                                        | Reach out                                               |
| 937        | Isaac Hayes                                        | Do your thing                                           |
| 938        | Jungle by Night                                    | Ethiopino                                               |
| 939        | Mayer Hawthorne                                    | Just ain't gonna work out                               |
| 940        | Mavis Staples                                      | Down in Mississippi                                     |
| 941        | Kool & the Gang                                    | Straight ahead                                          |
| 942        | Diamond Five                                       | Amsterdam blues                                         |
| 943        | Maxwell                                            | Luxury cococure                                         |
| 944        | Isley Brothers                                     | Work to do                                              |
| 945        | Roberta Flack                                      | Feel like makin' love                                   |
| 946        | Ace met Paul Carrack                               | How long                                                |
| 947        | Sister Sledge                                      | Thinking of you                                         |
| 948        | St Germain                                         | Sure thing                                              |
| 949        | The Staple Singers                                 | The weight                                              |
| 950        | Erykah Badu                                        | Bag lady                                                |
| 951        | Martha & the Vandellas                             | Jimmy Mack                                              |
| 952        | Solomon Burke & De Dijk                            | What a woman                                            |
| 953        | Dusty Springfield                                  | Breakfast in Bed                                        |
| 954        | Smokey Robinson                                    | You've really got a hold on one                         |
| 955        | Tony Bennett & Amy Winehouse                       | Body and soul                                           |
| 956        | Esther Phillips                                    | Home is where the hatred is                             |
| 957        | Nikki Yanofsky                                     | Something new                                           |
| 958        | Kurtis Blow                                        | The breaks                                              |
| 959        | Destiny's Child                                    | Independent women                                       |
| 960        | Donny Hathaway                                     | Someday we'll all be free                               |
| 961        | Qeaux Qeaux Joans                                  | No man's land                                           |
| 962        | Miles Davis                                        | A Night in Tunisia                                      |
| 963        | Jill Scott                                         | Getting in the way                                      |
| 964        | Brick                                              | Dazz                                                    |
| 965        | Shuggie Otis                                       | Aht uh mi hed                                           |
| 966        | Eleventh Hour                                      | Lady Marmalade                                          |
| 967        | The Temptations                                    | Ain't Too Proud to Beg                                  |
| 968        | Robert Johnson                                     | Come on in my kitchen                                   |
| 969        | Mayer Hawthorne Ft. Jessie Ware                    | Her favorite song                                       |
| 970        | B.B. & Q. Band                                     | Genie                                                   |
| 971        | Charlie Parker                                     | April in Paris                                          |
| 972        | Dyke & The Blazers                                 | Let a woman be a woman, let a man be a man              |
| 973        | TLC                                                | Creep                                                   |
| 974        | Bobby Womack                                       | California Dreaming                                     |
| 975        | Ntjam Rosie                                        | Thinkin' about you                                      |
| 976        | Stevie Wonder                                      | Part-time lover                                         |
| 977        | De La Soul                                         | Eye know                                                |
| 978        | San Cooke                                          | Cupid                                                   |
| 979        | Donald Byrd                                        | Street lady                                             |
| 980        | The Four Tops                                      | It's the same old song                                  |
| 981        | Desmond Dekker                                     | Israelites                                              |
| 982        | Rebekka Ling                                       | Travel light                                            |
| 983        | Shalamar                                           | Make that move                                          |
| 984        | B.B. King                                          | Paying the cost to be the boss                          |
| 985        | Deniece Williams                                   | It's your conscience                                    |
| 986        | Anthony Hamilton                                   | Comin' from where I'm from                              |
| 987        | Herbie Hancock                                     | Watermelon Man (1973 Version)                           |
| 988        | Sade                                               | Why can't we live together                              |
| 989        | Robert Cray Band                                   | Don't be afraid of the dark                             |
| 990        | The Commodores                                     | Still                                                   |
| 991        | The O'Jays                                         | I love music                                            |
| 992        | Matt Bianco                                        | Whose side are you on?                                  |
| 993        | Bruut!                                             | Bounce                                                  |
| 994        | Marvin Gaye                                        | Abraham, Martin and John                                |
| 995        | Gregory Porter                                     | Work song                                               |
| 996        | Jodeci                                             | Freek'n you                                             |
| 997        | Bobby Caldwell                                     | Jamaica                                                 |
| 998        | Otis Redding                                       | Wonderful world                                         |
| 999        | Chi-lites                                          | We are neighbors                                        |
| 1000       | Al Green                                           | I'm still in love with you                              |
| 1001       | The Three Degrees                                  | Dirty Ol' Man                                           |
| 1002       | Oleta Adams                                        | Rhythm of life                                          |
| 1003       | Leela James                                        | Music                                                   |
| 1004       | Bob Marley                                         | Concrete jungle                                         |
| 1005       | Miles Davis                                        | Freddie freeloader                                      |
| 1006       | The Supremes                                       | Where did our love go                                   |
| 1007       | New Cool Collective                                | Stayin' alive                                           |
| 1008       | Rufus & Chaka Khan                                 | Do you love what you feel                               |
| 1009       | Melody Gardot                                      | Worrisome heart                                         |
| 1010       | Parliament                                         | Do that stuff                                           |
| 1011       | Dennis Edwards & Siedah Garrett                    | Don't look any further                                  |
| 1012       | Pete Philly Ft. Alain Clark                        | Let it go                                               |
| 1013       | Minnie Riperton                                    | I am the black gold of the sun                          |
| 1014       | Adele                                              | Rumour Has It                                           |
| 1015       | Sven Hammond Soul                                  | Svoogaloo                                               |
| 1016       | Barry White                                        | Just the way you are                                    |
| 1017       | Pebbles                                            | Girlfriend                                              |
| 1018       | Selah Sue                                          | Black part love                                         |
| 1019       | Oliver Cheatham                                    | Get Down Saturday Night                                 |
| 1020       | Zuco 103                                           | Treasure                                                |
| 1021       | The Four Tops                                      | I'll turn to stone                                      |
| 1022       | Diana Ross & Lionel Richie                         | Endless Love                                            |
| 1023       | Les McCann & Eddie Harris                          | Compared to what (live)                                 |
| 1024       | Stevie Wonder                                      | I was made to love her                                  |
| 1025       | Michael Franks                                     | Popsicle toes                                           |
| 1026       | De La Soul                                         | Ring ring ring (ha ha hey)                              |
| 1027       | Incognito                                          | Talkin' loud                                            |
| 1028       | Etta Jamesl                                        | Tell mama                                               |
| 1029       | Isley Jasper Isley                                 | Caravan of love                                         |
| 1030       | Michael Jackson                                    | Burn this disco out                                     |
| 1031       | Jamie Cullum                                       | Frontin'                                                |
| 1032       | Nina Simone                                        | The house of the rising sun                             |
| 1033       | Whispers                                           | And the beat goes on                                    |
| 1034       | Irma Thomas                                        | Ruler of my heart                                       |
| 1035       | Hot Chocolate                                      | Brother Louie                                           |
| 1036       | Paolo Nutini                                       | Last request                                            |
| 1037       | Janelle Monáe Ft. Esperanza Spalding               | Dorothy Dandridge eyes                                  |
| 1038       | Jamiroquai                                         | White Knuckle Ride                                      |
| 1039       | Otis Redding                                       | My girl                                                 |
| 1040       | Wouter Hamel                                       | Once in a lifetime                                      |
| 1041       | The Four Tops                                      | Loco in Acapulco                                        |
| 1042       | Macy Gray                                          | First time                                              |
| 1043       | Jackie Wilson                                      | Reet petite (Finest girl you ever want to meet)         |
| 1044       | The Trammps                                        | Love epidemic                                           |
| 1045       | Valerie June                                       | Workin' woman blues                                     |
| 1046       | Sharon Brown                                       | I specialize in love                                    |
| 1047       | Steely Dan                                         | Rikki don't lose that number                            |
| 1048       | Zapp & Roger                                       | More bounce to the ounce                                |
| 1049       | Maze & Frankie Beverly                             | Back in stride                                          |
| 1050       | Neneh Cherry                                       | Manchild                                                |
| 1051       | Aretha Franklin                                    | Son of a Preacher Man                                   |
| 1052       | DJ Cassidy Ft. R. Kelly                            | Make the world go round                                 |
| 1053       | Stevie Wonder                                      | Visions                                                 |
| 1054       | Swing Out Sister                                   | Breakout                                                |
| 1055       | Sharon Jones & the Dap-Kings                       | I learned the hard way                                  |
| 1056       | John Coltrane                                      | Naima                                                   |
| 1057       | Imagination                                        | Just an illusion                                        |
| 1058       | Sabrina Starke Ft. Ziggi Recado                    | Backseat driver                                         |
| 1059       | George Benson                                      | The ghetto                                              |
| 1060       | Undisputed Truth                                   | Smiling faces sometimes                                 |
| 1061       | Duffy                                              | Warwick Avenue                                          |
| 1062       | Albert King                                        | I'll play the blues for you                             |
| 1063       | The Supremes                                       | You Can't Hurry Love                                    |
| 1064       | Whitney Houston                                    | My love is your love                                    |
| 1065       | Wicked Jazz Connection Ft. Berenice van Leer       | Patience                                                |
| 1066       | Shuggie Otis                                       | Strawberry letter 23                                    |
| 1067       | Rose Royce                                         | Still in love                                           |
| 1068       | Alessi Brothers                                    | Oh, Lori                                                |
| 1069       | Erykah Badu                                        | On & on                                                 |
| 1070       | Harvey Mason                                       | Groovin' you                                            |
| 1071       | Miles Davis                                        | Florence sur les Champs-elysees                         |
| 1072       | Level 42                                           | Starchild                                               |
| 1073       | Idris Elba Ft. Maverick Sabre                      | You give me love                                        |
| 1074       | Ben E. King                                        | Spanish Harlem                                          |
| 1075       | Earth Wind & Fire                                  | Jupiter                                                 |
| 1076       | Gwen Guthrie                                       | Ain't nothin' goin' on but the rent                     |
| 1077       | Alain Clark                                        | Foxy lady                                               |
| 1078       | Isley Brothers                                     | Behind a Painted Smile                                  |
| 1079       | Prince                                             | How come u don't call me                                |
| 1080       | Moments & Whatnauts                                | Girls                                                   |
| 1081       | Aretha Franklin & George Michael                   | I knew you were waiting (for me)                        |
| 1082       | Mary J. Blige                                      | Real love                                               |
| 1083       | Marvin Gaye                                        | Wherever I lay my hat (That's my home)                  |
| 1084       | Herb Alpert                                        | Rise                                                    |
| 1085       | MFSB                                               | TSOP (The Sound Of Philadelphia)                        |
| 1086       | Lucy Pearl                                         | Dance tonight                                           |
| 1087       | Buena Vista Social Club                            | De camino a la vereda                                   |
| 1088       | D'Angelo                                           | Spanish joint                                           |
| 1089       | KC & the Sunshine Band                             | Get down tonight                                        |
| 1090       | Delfonics                                          | Didn't I (blow your mind this time)                     |
| 1091       | Jade                                               | Don't walk away                                         |
| 1092       | Van Morrison                                       | Jackie Wilson said (I'm in heaven when you smile)       |
| 1093       | Wendy & Lisa                                       | Are you my baby                                         |
| 1094       | Amy Winehouse                                      | In my bed                                               |
| 1095       | Bernhoft                                           | Come around                                             |
| 1096       | Dan Hartman                                        | Instant replay                                          |
| 1097       | De La Soul Ft. Chaka Khan                          | All good                                                |
| 1098       | Gregory Porter                                     | Feeling good                                            |
| 1099       | Harold Melvin & The Blue Notes                     | The love I lost                                         |
| 1100       | Jarrod Lawson                                      | Music and its magical way                               |
| 1101       | Keith Sweat                                        | Twisted                                                 |
| 1102       | The Staple Singers                                 | Respect yourself                                        |
| 1103       | Ruben Hein                                         | Fool by morning                                         |
| 1104       | Diana Ross                                         | My Old Piano                                            |
| 1105       | James Brown                                        | Night train                                             |
| 1106       | Hall & Oates                                       | Rich girl                                               |
| 1107       | Sheila E.                                          | A love bizarre                                          |
| 1108       | Hugh Masekela                                      | Don't go lose it baby                                   |
| 1109       | Jamiroquai                                         | When you gonna learn                                    |
| 1110       | Johnny Bristol                                     | Hang on in there baby                                   |
| 1111       | Womack & Womack                                    | Life's just a ballgame                                  |
| 1112       | Candy Dulfer                                       | Sax-a-go-go                                             |
| 1113       | Parliament                                         | Chocolate City                                          |
| 1114       | Rose Royce                                         | Best love                                               |
| 1115       | Julian Velard                                      | I don't know how to drive                               |
| 1116       | Aretha Franklin                                    | Do right woman do right man                             |
| 1117       | Luther Vandross                                    | You're the sweetest one                                 |
| 1118       | Otis Redding                                       | Respect                                                 |
| 1119       | Leela James                                        | Miss you                                                |
| 1120       | Barry White                                        | It's ecstasy when you lay down next to me               |
| 1121       | Donna Summer                                       | On the radio                                            |
| 1122       | D'Angelo                                           | Chicken grease                                          |
| 1123       | Bill Withers                                       | Kissin' my love                                         |
| 1124       | Gabriel Rios                                       | Broad daylight                                          |
| 1125       | Bob Marley                                         | I Shot the Sheriff                                      |
| 1126       | Jessie Ware                                        | Running                                                 |
| 1127       | Johnny Guitar Watson                               | Gangster of love                                        |
| 1128       | K-ci & Jojo                                        | All my life                                             |
| 1129       | Billie Holiday                                     | I'm a fool to want you                                  |
| 1130       | Kid Creole & the Coconuts                          | I'm a wonderful thing baby                              |
| 1131       | The Supremes                                       | Baby love                                               |
| 1132       | Nicola Conte Ft. Gregory Porter                    | Do you feel like I feel                                 |
| 1133       | Macy Gray Ft. Erykah Badu                          | Sweet baby                                              |
| 1134       | Earth Wind & Fire                                  | Getaway                                                 |
| 1135       | James Brown                                        | Living in America                                       |
| 1136       | Booker T. Jones Ft. Luke James                     | All over the place                                      |
| 1137       | Brand New Heavies                                  | Midnight at the oasis                                   |
| 1138       | George McCrae                                      | Rock Your Baby                                          |
| 1139       | John Mayer                                         | Vultures                                                |
| 1140       | Curtis Mayfield                                    | Tripping out                                            |
| 1141       | Blues Brothers                                     | Everybody needs somebody to love                        |
| 1142       | En Vogue & Salt-n-Pepa                             | Whatta man                                              |
| 1143       | Rufus & Chaka Khan                                 | Sweet thing                                             |
| 1144       | First Choice                                       | Doctor Love                                             |
| 1145       | Pharrell Williams                                  | Marilyn Monroe                                          |
| 1146       | Sade                                               | By your side                                            |
| 1147       | Harold Melvin & The Blue Notes                     | Satisfaction guaranteed (or take your love back)        |
| 1148       | Jamiroquai                                         | Little L                                                |
| 1149       | Jamie Cullum                                       | Get your way                                            |
| 1150       | Everything But The Girl                            | Each and everyone                                       |
| 1151       | Quincy Jones                                       | Soul bossa nova                                         |
| 1152       | Roberta Flack & Donny Hathaway                     | You are my heaven                                       |
| 1153       | Bo Saris                                           | Little bit more                                         |
| 1154       | Archie Bell & The Drells                           | Strategy                                                |
| 1155       | Randy Crawford                                     | You might need somebody                                 |
| 1156       | Michael Kiwanuka                                   | I'll get along                                          |
| 1157       | Frank Sinatra                                      | I get a kick out of you                                 |
| 1158       | Evelyn Champagne" King"                            | Shame                                                   |
| 1159       | Donell Jones                                       | U know what's up                                        |
| 1160       | Billie Holiday                                     | Autumn in New York                                      |
| 1161       | Ray Parker Jr. & Raydio                            | You can't change that                                   |
| 1162       | Norah Jones                                        | Thinking about you                                      |
| 1163       | Raphael Saadiq                                     | Love that girl                                          |
| 1164       | Shakatak                                           | Down on the street                                      |
| 1165       | Freda Payne                                        | Unhooked generation                                     |
| 1166       | Grandmaster Flash & The Furious Five               | White lines                                             |
| 1167       | Cannonball Adderley                                | Work song                                               |
| 1168       | Ntjam Rosie                                        | Dear to me                                              |
| 1169       | Jig                                                | Pleasure planet                                         |
| 1170       | Martha & the Vandellas                             | (Love is like a) Heat wave                              |
| 1171       | Montell Jordan                                     | This is how we do it                                    |
| 1172       | Wouter Hamel                                       | See you once again                                      |
| 1173       | Eric Vloeimans & Fay Lovsky                        | Images of Washington                                    |
| 1174       | Jackson 5                                          | I'll be there                                           |
| 1175       | Beyoncé                                            | Blow                                                    |
| 1176       | Snarky Puppy                                       | Thing of gold                                           |
| 1177       | Gladys Night & The Pips                            | Bourgie' Bourgie'                                       |
| 1178       | Friends of Distinction                             | Grazin' in the grass                                    |
| 1179       | Gang Starr                                         | Lovesick (upbeat mix)                                   |
| 1180       | Chick Corea                                        | Spain                                                   |
| 1181       | Gil Scott-Heron                                    | Save the children                                       |
| 1182       | Jamie Cullum                                       | Wheels                                                  |
| 1183       | Candy Dulfer                                       | Pick up the pieces                                      |
| 1184       | The Spinners                                       | Cupid, I've loved you for a long time                   |
| 1185       | Steely Dan                                         | Black cow                                               |
| 1186       | Brand New Heavies                                  | Brother sister                                          |
| 1187       | The Trammps                                        | Zing! went the strings of my heart                      |
| 1188       | Stevie Wonder                                      | Creepin'                                                |
| 1189       | Marvin Gaye & Kim Weston                           | It takes two                                            |
| 1190       | Giovanca                                           | Lockdown                                                |
| 1191       | Herbie Hancock & Corinne Bailey Rae                | River                                                   |
| 1192       | Sonny Rollins                                      | Doxy                                                    |
| 1193       | Adele                                              | Skyfall                                                 |
| 1194       | Brass Construction                                 | Movin'                                                  |
| 1195       | Usher                                              | She same to give it to you                              |
| 1196       | Lianne La Havas                                    | Au cinema                                               |
| 1197       | Sly & The Family Stone                             | (You caught me) Smilin'                                 |
| 1198       | Style Council                                      | Have you ever had it blue                               |
| 1199       | Smokey Robinson                                    | I second that emotion                                   |
| 1200       | Medeski, John Scofield, Martin & Wood              | Little Walter rides again                               |
| 1201       | Brenda Russell                                     | Piano in the Dark                                       |
| 1202       | Junior                                             | Mama used to say                                        |
| 1203       | Boris                                              | Stupid again                                            |
| 1204       | Ides of March                                      | Vehicle                                                 |
| 1205       | George Clinton                                     | Computer games                                          |
| 1206       | Justin Timberlake                                  | Suit & Tie                                              |
| 1207       | Steve Arrington                                    | Feel so real                                            |
| 1208       | Solomon Burke                                      | Got to get you off my mind                              |
| 1209       | The Stylistics                                     | Betcha by golly wow                                     |
| 1210       | Brecker Brothers                                   | Some skunk funk                                         |
| 1211       | Bootsy Collins                                     | Hollywood squares                                       |
| 1212       | Lenny Williams                                     | 'cause I love you                                       |
| 1213       | Simply Red                                         | Sad old red                                             |
| 1214       | Marvin Gaye                                        | Little darling (I need you)                             |
| 1215       | Honey Cone                                         | Stick up                                                |
| 1216       | Sir Joe Quarterman & Free Soul                     | I got so much trouble in my mind                        |
| 1217       | Mel Torme                                          | Comin' home baby                                        |
| 1218       | Honey Drippers                                     | Impeach the president                                   |
| 1219       | Kurt Elling                                        | Tight                                                   |
| 1220       | The Staple Singers                                 | Sittin' on the dock of the bay                          |
| 1221       | R. Kelly                                           | She's got that vibe                                     |
| 1222       | The Spinners                                       | Could it be I'm falling in love                         |
| 1223       | Smokey Robinson & The Miracles                     | I heard it through the grapevine                        |
| 1224       | Buckshot Lefonque                                  | Some cow fonque (more tea, vicar?)                      |
| 1225       | Maxwell                                            | No one                                                  |
| 1226       | Stan Getz & Joao Gilberto                          | Desafinado                                              |
| 1227       | Braxtons                                           | The boss                                                |
| 1228       | Junior Walker And The All Stars                    | Shotgun                                                 |
| 1229       | Donald Byrd                                        | Change (make you want to hustle)                        |
| 1230       | Candi Staton                                       | Music speaks louder than words                          |
| 1231       | Trijntje Oosterhuis & Frank McComb                 | Ain't nothing like the real thing                       |
| 1232       | Ledisi                                             | Turn me loose                                           |
| 1233       | Kool & the Gang                                    | Let's go dancin' (ooh, la, la, la)                      |
| 1234       | Nat King Cole                                      | Route 66                                                |
| 1235       | Brian McKnight                                     | Back at one                                             |
| 1236       | Jungle by Night                                    | Hot mama hot                                            |
| 1237       | Bobby Womack Ft. Bill Withers                      | It's all over now                                       |
| 1238       | Natalie Cole                                       | Miss you like crazy                                     |
| 1239       | Sting & Herbie Hancock                             | Sister moon                                             |
| 1240       | MFSB                                               | K-jee                                                   |
| 1241       | Michael Bublé                                      | Moondance                                               |
| 1242       | Carla Thomas                                       | B-a-b-y                                                 |
| 1243       | Jamie Lidell                                       | What's the use                                          |
| 1244       | Stevie Wonder                                      | I believe                                               |
| 1245       | Vera Hall                                          | Trouble so hard                                         |
| 1246       | Koop                                               | Summer sun                                              |
| 1247       | Sonny Rollins                                      | Namely you                                              |
| 1248       | Jose James & Jef Neve                              | Autumn in New York                                      |
| 1249       | Narada Michael Walden                              | Divine emotions                                         |
| 1250       | Smokey Robinson                                    | Shop around                                             |
| 1251       | St Germain                                         | So flute                                                |
| 1252       | Mary J. Blige                                      | You make me feel like a natural woman                   |
| 1253       | Steely Dan                                         | The fez                                                 |
| 1254       | Candy Dulfer Ft. Pete Philly                       | My funk                                                 |
| 1255       | Lee Morgan                                         | The sidewinder                                          |
| 1256       | The Charmels                                       | As long as I've got you                                 |
| 1257       | Buddy Rich & Cathy Rich                            | The beat goes on                                        |
| 1258       | Dr. John                                           | Food for thot                                           |
| 1259       | Johnny Gill                                        | My, my, my                                              |
| 1260       | Incredible Bongo Band                              | Apache                                                  |
| 1261       | Stevie Wonder                                      | We can work it out                                      |
| 1262       | The Valentine Brothers                             | Money's too tight (to mention)                          |
| 1263       | Michael Jackson                                    | I wanna be where you are                                |
| 1264       | Montell Jordan                                     | Get it on tonite                                        |
| 1265       | Dramatics                                          | Whatcha see is whatcha get                              |
| 1266       | Michael Kiwanuka                                   | You've got nothing to lose                              |
| 1267       | Jig                                                | Flowers & Hookers                                       |
| 1268       | Chic                                               | Rebels are we                                           |
| 1269       | Candi Staton                                       | Nights on Broadway                                      |
| 1270       | The Impressions                                    | Woman's got soul                                        |
| 1271       | Michael Wycoff                                     | Looking up to you                                       |
| 1272       | D'Angelo                                           | Heaven must be like this                                |
| 1273       | Millie Jackson                                     | If loving you is wrong (I don't want to be right)       |
| 1274       | Gary's Gang                                        | Show time                                               |
| 1275       | Me'shell Ndegeocello                               | Stay                                                    |
| 1276       | Tower of Power                                     | What is hip                                             |
| 1277       | Marcus Miller                                      | Brazilian rhyme                                         |
| 1278       | Jason Mraz                                         | I'm Yours                                               |
| 1279       | Minnie Riperton                                    | Les fleurs                                              |
| 1280       | Lee Ritenour                                       | Is it you                                               |
| 1281       | Mark Ronson Ft. Daniel Merriweather                | Stop me                                                 |
| 1282       | The Jacksons                                       | Shake Your Body (Down to the Ground)                    |
| 1283       | Incognito                                          | Everyday                                                |
| 1284       | Martha & the Vandellas                             | Come and get these memories                             |
| 1285       | Caro Emerald                                       | Tangled Up                                              |
| 1286       | Gary Byrd & The G.B. Experience Ft. Stevie Wonder  | The crown                                               |
| 1287       | Mary Jane Girls                                    | All night long                                          |
| 1288       | Curtis Mayfield                                    | Give it up                                              |
| 1289       | Shirley & Company                                  | Shame shame shame                                       |
| 1290       | Miles Davis                                        | Human nature                                            |
| 1291       | The Staple Singers                                 | Wade in the water                                       |
| 1292       | Leon Ware                                          | Why I came to California                                |
| 1293       | James & Bobby Purify                               | I'm your puppet                                         |
| 1294       | Kool & the Gang                                    | Too hot                                                 |
| 1295       | Kovacs                                             | Diggin'                                                 |
| 1296       | Stevie Wonder                                      | Black man                                               |
| 1297       | Earth Wind & Fire                                  | Can't let go                                            |
| 1298       | India.Arie                                         | Cocoa butter                                            |
| 1299       | The Marvelettes                                    | Please Mr. Postman                                      |
| 1300       | Michiel Borstlap                                   | Hubbah                                                  |
| 1301       | Missy Elliott                                      | The rain (Supa dupa fly)                                |
| 1302       | Sly & The Family Stone                             | Sing a simple song                                      |
| 1303       | John Coltrane                                      | Body and soul                                           |
| 1304       | Alain Clark                                        | Back in My World                                        |
| 1305       | Timmy Thomas                                       | Why can't we live together                              |
| 1306       | Gap Band                                           | Outstanding                                             |
| 1307       | Jamiroquai                                         | (Don't) Give hate a chance                              |
| 1308       | Mac Band Ft. McCampbell Brothers                   | Roses are red                                           |
| 1309       | Solomon Burke                                      | Cry to me                                               |
| 1310       | Johnny Guitar Watson                               | I need it                                               |
| 1311       | Carleen Anderson                                   | Mama said                                               |
| 1312       | Cannonball Adderley                                | Why am I treated so bad                                 |
| 1313       | Edwin Birdsong                                     | Cola bottle baby                                        |
| 1314       | Junior Walker And The All Stars                    | Home cookin'                                            |
| 1315       | Adele                                              | Don't you remember                                      |
| 1316       | Johnny Hammond                                     | Shifting gears                                          |
| 1317       | Stevie Wonder                                      | All in love is fair                                     |
| 1318       | Macy Gray                                          | Sexual revolution                                       |
| 1319       | Sly & The Family Stone                             | Runnin' away                                            |
| 1320       | Michael Jackson                                    | You Rock My World                                       |
| 1321       | Snarky Puppy Ft. Chantae Cann                      | Free your dreams                                        |
| 1322       | James Brown                                        | The boss                                                |
| 1323       | Raphael Saadiq                                     | Keep marchin'                                           |
| 1324       | Stanley Clarke                                     | Straight to the top                                     |
| 1325       | Soul II Soul                                       | A dream's a dream                                       |
| 1326       | Trijntje Oosterhuis                                | Everything has changed                                  |
| 1327       | Kool & The Gang                                    | Hollywood swinging                                      |
| 1328       | Mamas Gun                                          | You are the music                                       |
| 1329       | Steely Dan                                         | Gaucho                                                  |
| 1330       | Melba Moore                                        | Love's comin' at ya                                     |
| 1331       | Jay-Z                                              | Hard knock life (ghetto anthem)                         |
| 1332       | Jose James                                         | Save your love for me                                   |
| 1333       | The Four Tops                                      | Standing in rhe shadows of love                         |
| 1334       | Kris Berry & Perquisite                            | Keep on running                                         |
| 1335       | Chet Baker                                         | That old feeling                                        |
| 1336       | Smoove & Turrell                                   | Slow sown                                               |
| 1337       | Camille Yarbrough                                  | Take yo' praise                                         |
| 1338       | Soul Clan                                          | Soul Meeting                                            |
| 1339       | Capitols                                           | Cool jerk                                               |
| 1340       | Carl Carlton                                       | She's a bad mama jama (she's built, she's stacked)      |
| 1341       | Maxi Priest                                        | Close to you                                            |
| 1342       | Frank Sinatra                                      | Let's fall in love                                      |
| 1343       | Johnny Guitar Watson                               | I want to ta ta you baby                                |
| 1344       | Sheila & The Black Devotion                        | Spacer                                                  |
| 1345       | Minnie Riperton                                    | Inside my love                                          |
| 1346       | Jamiroquai                                         | Corner of the earth                                     |
| 1347       | D'Angelo                                           | Higher                                                  |
| 1348       | Johnnie Taylor                                     | Who's making love                                       |
| 1349       | Stevie Wonder                                      | Heaven help us all                                      |
| 1350       | Ella Fitzgerald                                    | Come rain or come shine                                 |
| 1351       | Lisa Stansfield                                    | All around the world                                    |
| 1352       | Wouter Hamel                                       | One more time on the merry-go-round                     |
| 1353       | Charles Wright & The Watts 103rd Streetrhythm Band | Express yourself                                        |
| 1354       | Fela Kuti                                          | Zombie                                                  |
| 1355       | Jill Scott                                         | Blessed                                                 |
| 1356       | Kool & The Gang                                    | Summer madness                                          |
| 1357       | Koop                                               | I see a different you                                   |
| 1358       | Freak Power                                        | Turn on, tune in, cop out                               |
| 1359       | First Choice                                       | Let no man put asunder                                  |
| 1360       | Loose Ends                                         | Hangin' on a string (comtemplating)                     |
| 1361       | Sir Mack Rice                                      | Mustang Sally                                           |
| 1362       | Jamiroquai                                         | Whatever it is, I just can't stop                       |
| 1363       | Sade                                               | Jezebel                                                 |
| 1364       | Janet Jackson                                      | Go deep                                                 |
| 1365       | Chic                                               | Stage fright                                            |
| 1366       | Etta James                                         | I got you babe                                          |
| 1367       | Jan van Duikeren                                   | 1912 7th Ave                                            |
| 1368       | Fatback Band                                       | Got to learn how to dance                               |
| 1369       | India.Arie                                         | Back to the middle                                      |
| 1370       | Sly & The Family Stone                             | Hot fun in the summertime                               |
| 1371       | Sam Smith                                          | Stay with me                                            |
| 1372       | James Morrison                                     | Slave to the music                                      |
| 1373       | Love Unlimited                                     | Walkin' in the rain with the one I love                 |
| 1374       | Maxwell                                            | Pretty wings                                            |
| 1375       | Joe Simon                                          | Drowning in the sea of love                             |
| 1376       | Kraak & Smaak                                      | One of these days                                       |
| 1377       | Frank Sinatra                                      | Theme from New York New York                            |
| 1378       | Joss Stone                                         | Fell in love with a boy                                 |
| 1379       | Isley Brothers                                     | The pride                                               |
| 1380       | Shalamar                                           | Take that to the bank                                   |
| 1381       | Al Jarreau                                         | We're in this love together                             |
| 1382       | Elza Soares                                        | Mas que nada                                            |
| 1383       | Kurt Elling                                        | Undun                                                   |
| 1384       | Sugar Billy                                        | Super Duper Love                                        |
| 1385       | Simply Red                                         | Fake                                                    |
| 1386       | Love Unlimited                                     | High steppin', Hip dressin' fella (you got it together) |
| 1387       | John Mayer & Alicia Keys                           | Lesson learned                                          |
| 1388       | Sharon Jones & The Dap-kings                       | Retreat!                                                |
| 1389       | Steely Dan                                         | Deacon blues                                            |
| 1390       | Jose James Ft. Emily King                          | Heaven on the ground                                    |
| 1391       | Jenny Burton                                       | Bad habits                                              |
| 1392       | Bobby Womack                                       | Harry Hippie                                            |
| 1393       | Thad Jones & Mel Lewis Ft. Joe Williams            | Get out of my life woman                                |
| 1394       | Madeleine Peyroux                                  | I'm allright                                            |
| 1395       | Shuggie Otis                                       | Inspiration information                                 |
| 1396       | Alain Clark                                        | This ain't gonna work                                   |
| 1397       | Mongo Santamaria                                   | Watermelon man                                          |
| 1398       | Morcheeba                                          | Rome wasn't built in a day                              |
| 1399       | The Jacksons                                       | Show you the way to go                                  |
| 1400       | John Legend                                        | Stay with you                                           |
| 1401       | Melody Gardot                                      | Who will comfort me                                     |
| 1402       | Jazzanova Ft. Paul Randolph                        | Let me show ya                                          |
| 1403       | Delfonics                                          | Ready or not here I come                                |
| 1404       | Myles Sanko                                        | Come on home                                            |
| 1405       | The Temptations                                    | Treat her like a lady                                   |
| 1406       | Caro Emerald                                       | I belong to you                                         |
| 1407       | DJ Shadow                                          | This time (I'm gonna try it my way)                     |
| 1408       | Frank Sinatra                                      | Let's face the music and dance                          |
| 1409       | Frank Sinatra                                      | Summer wind                                             |
| 1410       | Isaac Hayes                                        | Soulsville                                              |
| 1411       | Mary J. Blige                                      | Therapy                                                 |
| 1412       | Jackson 5                                          | Maybe tomorrow                                          |
| 1413       | Mavis Staples                                      | Son of a Preacher Man                                   |
| 1414       | D'Angelo                                           | Me and those dreamin' eyes of mine                      |
| 1415       | John Scofield                                      | A go go                                                 |
| 1416       | Fitz & The Tantrums                                | Moneygrabber                                            |
| 1417       | Melissa Fortes                                     | Lullabye                                                |
| 1418       | Stevie Wonder                                      | Yester-me, yester-you, yesterday                        |
| 1419       | The Supremes                                       | My World Is Empty Without You                           |
| 1420       | Marcus Miller                                      | Detroit                                                 |
| 1421       | Isley Brothers                                     | Twist and shout                                         |
| 1422       | Five Blind Boys of Alabama                         | Free at last                                            |
| 1423       | Chaka Khan                                         | Fate                                                    |
| 1424       | Main Ingredient                                    | Let me prove my love to you                             |
| 1425       | Frank Sinatra                                      | Day in day out                                          |
| 1426       | The Trammps                                        | Rubber band                                             |
| 1427       | Sherry Dyanne Ft. Candy Dulfer                     | Come on a my house                                      |
| 1428       | The Supremes                                       | Back in My Arms Again                                   |
| 1429       | Swinging Soul Machine                              | Spooky's day-off                                        |
| 1430       | Herbie Hancock & Norah Jones                       | Court and spark                                         |
| 1431       | The Stylistics                                     | You make me feel brand new                              |
| 1432       | Bruut!                                             | Bumper                                                  |
| 1433       | George Benson                                      | Nature boy                                              |
| 1434       | The Supremes                                       | Come See About Me                                       |
| 1435       | Amy Winehouse                                      | I heard love is blind                                   |
| 1436       | Earth Wind & Fire                                  | Can't hide love                                         |
| 1437       | Swing Out Sister                                   | Surrender                                               |
| 1438       | Time                                               | The bird                                                |
| 1439       | Gare Du Nord                                       | Stout sex 'n' jazz 1                                    |
| 1440       | Sugar Pie Desanto                                  | Soulful dress                                           |
| 1441       | Fat Freddy's Drop                                  | Boondigga                                               |
| 1442       | Ploctones                                          | Rrrita                                                  |
| 1443       | George Duke                                        | Reach for it                                            |
| 1444       | Gotan Project                                      | Diferente                                               |
| 1445       | Alicia Keys                                        | Tears always win                                        |
| 1446       | Amos Lee                                           | Colors                                                  |
| 1447       | Horace Silver                                      | Senor blues                                             |
| 1448       | Sven Hammond Soul                                  | Happy people                                            |
| 1449       | John Legend                                        | You & I (nobody in the world)                           |
| 1450       | Chic                                               | Soup for one                                            |
| 1451       | James Morrison                                     | Beautiful life                                          |
| 1452       | Jimmy McGriff                                      | The worm                                                |
| 1453       | Stevie Wonder                                      | Happy Birthday                                          |
| 1454       | Allen Stone                                        | Sleep                                                   |
| 1455       | GQ                                                 | Disco nights (rock freak)                               |
| 1456       | Sarah Marie Young                                  | Lo and behold                                           |
| 1457       | Kytecrash                                          | Sojourner                                               |
| 1458       | Gregory Porter                                     | Moanin                                                  |
| 1459       | Larry Graham & Graham Central Station Ft. Prince   | Raise up                                                |
| 1460       | Me'shell Ndegeocello                               | The way                                                 |
| 1461       | Jamie Cullum                                       | These are the days                                      |
| 1462       | Cliff Nobles                                       | Love is all right                                       |
| 1463       | Isley Brothers                                     | Put a little love in your heart                         |
| 1464       | T.S. Monk                                          | Bon bon vie                                             |
| 1465       | Sam Cooke                                          | Another saturday night                                  |
| 1466       | Donny Hathaway                                     | Love, love, love                                        |
| 1467       | Prince                                             | Strollin'                                               |
| 1468       | Duffy                                              | Stepping stone                                          |
| 1469       | Frank Sinatra                                      | The lady is a tramp (live)                              |
| 1470       | Alain Clark                                        | Anywhere else                                           |
| 1471       | Jimmy Cliff                                        | Wonderful world, beautiful people                       |
| 1472       | Sade                                               | Cherry pie                                              |
| 1473       | Sarah Vaughan                                      | Cheek to cheek                                          |
| 1474       | Jimmy Castor Bunch                                 | It's just begun                                         |
| 1475       | Corinne Bailey Rae                                 | Trouble sleeping                                        |
| 1476       | The Supremes                                       | You Keep Me Hangin' On                                  |
| 1477       | Oleta Adams                                        | Never knew love                                         |
| 1478       | Jean Carn                                          | Don't let it go to your head                            |
| 1479       | Joe Tex                                            | Papa was too                                            |
| 1480       | Lou Rawls & Dianne Reeves                          | Fine brown frame                                        |
| 1481       | Al Jarreau                                         | Breakin' away                                           |
| 1482       | Eli Paperboy Reed                                  | Come and get it                                         |
| 1483       | Eternal Ft. Bebe Winans                            | I wanna be the only one                                 |
| 1484       | Marvin Gaye & Tammi Terrell                        | The onion song                                          |
| 1485       | Jody Watley                                        | Real love                                               |
| 1486       | Pops Staples                                       | Somebody was watching                                   |
| 1487       | Eddie Floyd                                        | Big bird                                                |
| 1488       | Ob6sions                                           | Happy hood                                              |
| 1489       | George Benson                                      | Feel like makin' love                                   |
| 1490       | Norah Jones                                        | Turn me on                                              |
| 1491       | Linda Lyndell                                      | What a man                                              |
| 1492       | John Legend                                        | Refuge (when it's cold outside)                         |
| 1493       | Teena Marie                                        | I need your lovin'                                      |
| 1494       | Angie Stone                                        | Life story                                              |
| 1495       | Ella Fitzgerald                                    | A-tisket, A-tasket                                      |
| 1496       | George Clinton                                     | Atomic dog                                              |
| 1497       | Lianne La Havas                                    | Elusive                                                 |
| 1498       | The Impressions                                    | We're a winner                                          |
| 1499       | Anthony Hamilton                                   | Cornbread, fish and collard greens                      |
| 1500       | Swing Out Sister                                   | Am I the same girl                                      |
| 1501       | Emily King                                         | Distance                                                |
| 1502       | Lou Rawls                                          | Groovy people                                           |
| 1503       | Dirty Loops                                        | Lost in you                                             |
| 1504       | Shakatak                                           | Easier said than done                                   |
| 1505       | Diana Krall                                        | Peel me a grape                                         |
| 1506       | Gladys Knight & the Pips                           | I heard it through the grapevine                        |
| 1507       | Anita Baker                                        | Watch your step                                         |
| 1508       | Incognito Ft. Mario Biondi, Chaka Khan             | Lowdown                                                 |
| 1509       | Isaac Hayes                                        | Hyperbolicsyllableecsesquedalymistic                    |
| 1510       | The Jacksons                                       | Destiny                                                 |
| 1511       | Ruben Hein                                         | Lazy afternoon                                          |
| 1512       | Teddy Pendergrass                                  | The more I get, the more I want                         |
| 1513       | Lenny Kravitz                                      | Thinking of you                                         |
| 1514       | Joe Cocker                                         | Woman to woman                                          |
| 1515       | Stephanie Mills                                    | Never knew love like this before                        |
| 1516       | Donald Byrd                                        | Think twice                                             |
| 1517       | Stevie Wonder                                      | Ebony eyes                                              |
| 1518       | Robbie Williams                                    | Mack the Knife                                          |
| 1519       | Al Wilson                                          | Show and tell                                           |
| 1520       | Caro Emerald                                       | Liquid Lunch                                            |
| 1521       | Gloria Jones                                       | Tainted Love                                            |
| 1522       | Cymande                                            | Brothers on the slide                                   |
| 1523       | Tavares                                            | It only takes a minute                                  |
| 1524       | Amy Winehouse                                      | Teach me tonight                                        |
| 1525       | Donny Hathaway                                     | Voices inside (everything is everything)                |
| 1526       | Levert                                             | Casanova                                                |
| 1527       | Sven Hammond Soul                                  | Golden                                                  |
| 1528       | Diana Ross                                         | The boss                                                |
| 1529       | Roy Hargrove Quintet                               | Strasbourg / St. Denis                                  |
| 1530       | Clarence Carter                                    | Slip away                                               |
| 1531       | Estelle Ft. Kanye West                             | American boy                                            |
| 1532       | Stevie Wonder                                      | You Haven't Done Nothin'                                |
| 1533       | Bruut!                                             | Surf                                                    |
| 1534       | Alain Clark                                        | Whatever                                                |
| 1535       | India.Arie & Musiq Soulchild                       | Chocolate high                                          |
| 1536       | The Four Tops                                      | Are you man enough                                      |
| 1537       | C-mon & Kypski Ft. Wouter Hamel                    | Make my day                                             |
| 1538       | Etta James                                         | Sunday kind of love                                     |
| 1539       | Joe Tex                                            | I gotcha                                                |
| 1540       | Evelyn Champagne King                              | Love come down                                          |
| 1541       | Miles Davis                                        | Stella by starlight                                     |
| 1542       | Isaac Hayes                                        | Ike's rap Ll                                            |
| 1543       | Contours                                           | Do you love me                                          |
| 1544       | En Vogue                                           | My lovin'                                               |
| 1545       | Diana Krall                                        | Temptation                                              |
| 1546       | The Pointer Sisters                                | Happiness                                               |
| 1547       | Albert King                                        | Oh pretty woman                                         |
| 1548       | Daniel Merriweather                                | Change                                                  |
| 1549       | Aretha Franklin                                    | Since you've been gone (sweet sweet baby)               |
| 1550       | Johnny Guitar Watson                               | The planet funk                                         |
| 1551       | Craig David & Sting                                | Rise and fall                                           |
| 1552       | The Crusaders                                      | Keep that same old feeling                              |
| 1553       | The Emotions & Earth Wind & Fire                   | Best of my love                                         |
| 1554       | Corinne Bailey Rae                                 | Paris nights - New York mornings                        |
| 1555       | Ernie Hines                                        | Our generation                                          |
| 1556       | Donna Summer                                       | Hot stuff                                               |
| 1557       | John Coltrane                                      | Like Sonny                                              |
| 1558       | Hairy Diamond                                      | Giving up                                               |
| 1559       | Michael Jackson                                    | Girlfriend                                              |
| 1560       | Count Basie & Ray Charles                          | Busted                                                  |
| 1561       | Macy Gray                                          | Do something                                            |
| 1562       | Deodato                                            | Happy hour                                              |
| 1563       | Sly & The Family Stone                             | You can make it if you try                              |
| 1564       | Carol Williams                                     | Love is you                                             |
| 1565       | The Four Tops                                      | Bernadette                                              |
| 1566       | Giovanca                                           | Everything                                              |
| 1567       | Aretha Franklin                                    | Eleanor Rigby                                           |
| 1568       | Donald Byrd                                        | (Fallin' like) Dominoes                                 |
| 1569       | James Hunter                                       | Carina                                                  |
| 1570       | The Staple Singers                                 | If you're ready (come go with me)                       |
| 1571       | Jungle By Night                                    | Afro blue                                               |
| 1572       | Sam Brown                                          | Stop                                                    |
| 1573       | Don Blackman                                       | Heart's desire                                          |
| 1574       | Alicia Keys                                        | No one                                                  |
| 1575       | George Duke                                        | Are you ready                                           |
| 1576       | Jamie Cullum                                       | Everything you didn't do                                |
| 1577       | Mr President Ft. Hawa & Mr. Day                    | The best is yet to çome                                 |
| 1578       | Otis Clay                                          | The only way is up                                      |
| 1579       | Herbie Hancock                                     | Bring down the birds                                    |
| 1580       | Sérgio Mendes Ft. John Legend                      | Don't say goodbye                                       |
| 1581       | Diana King                                         | Shy guy                                                 |
| 1582       | Roy Ayers                                          | We live in Brooklyn, baby                               |
| 1583       | Oscar Brown Jr.                                    | All blues                                               |
| 1584       | Roseaux Ft. Aloe Blacc                             | Walking on the moon                                     |
| 1585       | Thelma Houston                                     | Don't leave me this way                                 |
| 1586       | Dionne Bromfield                                   | Foolin'                                                 |
| 1587       | Arrested Development                               | Mama's always on stage                                  |
| 1588       | Al Green                                           | L-o-v-e                                                 |
| 1589       | Quincy Jones Ft. Ray Charles & Chaka Khan          | I'll be good to you                                     |
| 1590       | Cee Lo Green                                       | I want you (hold on to love)                            |
| 1591       | Don Covay                                          | See saw                                                 |
| 1592       | The Ohio Players                                   | Funky worm                                              |
| 1593       | Anthony Hamilton & Elayna Boynton                  | Freedom                                                 |
| 1594       | Marvin Gaye & Tammi Terrell                        | California soul                                         |
| 1595       | Prince                                             | The morning papers                                      |
| 1596       | Ruben Hein                                         | That's not life                                         |
| 1597       | Art Blakey                                         | Blues march                                             |
| 1598       | Sharon Jones & The Dap-kings                       | Little boys with shiny toys                             |
| 1599       | Family Stand                                       | Ghetto heaven (Soul II Soul Remix)                      |
| 1600       | Junior Wells & Buddy Guy                           | Snatch it back and hold it                              |
| 1601       | Dionne Warwick & The Spinners                      | Then came you                                           |
| 1602       | Me'shell Ndegeocello                               | Who is he and what is he to you                         |
| 1603       | Aretha Franklin                                    | Freeway of love                                         |
| 1604       | Isley Brothers                                     | Listen to the music                                     |
| 1605       | Omar                                               | The man                                                 |
| 1606       | New Cool Collective Ft. Andrew Roachford           | Do anything                                             |
| 1607       | Nina Simone                                        | Angel of the Morning                                    |
| 1608       | Bilal                                              | Back to love                                            |
| 1609       | Heatwave                                           | The groove line                                         |
| 1610       | Esperanza Spalding                                 | I know you know                                         |
| 1611       | Justin Timberlake                                  | Like I love you                                         |
| 1612       | Mary Wells                                         | My guy                                                  |
| 1613       | Lonnie Liston Smith                                | Expansions                                              |
| 1614       | Des'ree                                            | Feel so high                                            |
| 1615       | Gil Scott-Heron                                    | When you are who you are                                |
| 1616       | Meters                                             | Funky miracle                                           |
| 1617       | Sade                                               | Is it a crime                                           |
| 1618       | Frank Sinatra                                      | The best is yet to come                                 |
| 1619       | Nicole Willis & The Soul Investigators             | Feeling free                                            |
| 1620       | The Jacksons                                       | Lovely one                                              |
| 1621       | Stevie Wonder                                      | If you really love me                                   |
| 1622       | Patrice Rushen                                     | Remind me                                               |
| 1623       | Hero                                               | Star Chasers                                            |
| 1624       | Ruben Hein                                         | Hopscotch                                               |
| 1625       | Sarah Vaughan & Clifford Brown                     | Lullaby of Birdland                                     |
| 1626       | Michael Franks                                     | The lady wants to know                                  |
| 1627       | Santana & Rob Thomas                               | Smooth                                                  |
| 1628       | Natalie Cole                                       | This will be                                            |
| 1629       | Rodney Franklin                                    | The groove                                              |
| 1630       | Erykah Badu                                        | Didn't cha know                                         |
| 1631       | Mayer Hawthorne                                    | A long time                                             |
| 1632       | Diana Ross & Michael Jackson                       | Ease on down the road                                   |
| 1633       | The Crusaders Ft. Bill Withers                     | Soul shadows                                            |
| 1634       | Brand New Heavies                                  | Dream come true                                         |
| 1635       | Miles Davis                                        | Bye bye blackbird                                       |
| 1636       | Isley Brothers                                     | This old heart of mine (is weak for you)                |
| 1637       | Love Unlimited                                     | I'm So Glad That I'm a Woman                            |
| 1638       | Buena Vista Social Club                            | Candela                                                 |
| 1639       | Brothers Johnson                                   | Do it for love                                          |
| 1640       | Paul Desmond                                       | Take ten                                                |
| 1641       | Stevie Wonder                                      | Boogie on reggae woman                                  |
| 1642       | Jamie Cullum                                       | High and dry                                            |
| 1643       | Erma Franklin                                      | Piece of my heart                                       |
| 1644       | George Duke                                        | I love you more                                         |
| 1645       | Bobby Bland                                        | Ain't that lovin' you                                   |
| 1646       | Paul van Kessel                                    | For good                                                |
| 1647       | Robert Glasper Experiment Ft. Emeli Sande          | Somebody else                                           |
| 1648       | Bob James                                          | Nautilus                                                |
| 1649       | Johnnie Taylor                                     | Disco lady                                              |
| 1650       | Jackson 5                                          | The Love You Save                                       |
| 1651       | Sade                                               | When am I going to make a living                        |
| 1652       | Matt Bianco                                        | Half a minute                                           |
| 1653       | Fat Larry's Band                                   | Act like you know                                       |
| 1654       | Bill Withers                                       | Lonely town lonely street                               |
| 1655       | Michael Bublé                                      | Everything                                              |
| 1656       | Bob Marley                                         | Satisfy my soul                                         |
| 1657       | Dinah Washington                                   | What a difference a day made                            |
| 1658       | Roy Ayers                                          | Everybody loves the sunshine                            |
| 1659       | Al Green                                           | I can't stop                                            |
| 1660       | The Stylistics                                     | You are everything                                      |
| 1661       | Rita Reys                                          | Can't buy me love                                       |
| 1662       | Reddings                                           | Remote control                                          |
| 1663       | George Michael                                     | Outside                                                 |
| 1664       | Jose James                                         | It's all over your body (Oddisee remix)                 |
| 1665       | John Legend & The Roots                            | Hard times                                              |
| 1666       | Bobby Womack                                       | Lookin' for a love                                      |
| 1667       | Eric Vloeimans                                     | Maceo                                                   |
| 1668       | Donny Hathaway                                     | I love you more than you'll ever know                   |
| 1669       | Cee Lo Green                                       | It's Ok                                                 |
| 1670       | Aretha Franklin                                    | Spirit in the dark                                      |
| 1671       | Richard Bona & Frank McComb                        | Good times                                              |
| 1672       | Rob Van De Wouw                                    | Funkatizer                                              |
| 1673       | Rox                                                | My baby left me                                         |
| 1674       | Sly & The Family Stone                             | Que Sera, Sera (Whatever Will Be, Will Be)              |
| 1675       | Anita Ward                                         | Ring my bell                                            |
| 1676       | Perquisite Ft. Jenny Lane                          | Dreams of gold                                          |
| 1677       | Aretha Franklin                                    | Jump to it                                              |
| 1678       | Roy Ayers                                          | Coffy is the color                                      |
| 1679       | New Cool Collective                                | Con que                                                 |
| 1680       | The Pointer Sisters                                | Automatic                                               |
| 1681       | Ray Charles                                        | Ring of fire                                            |
| 1682       | Bernard Wright                                     | Spinnin'                                                |
| 1683       | Otis Redding                                       | Ole man trouble                                         |
| 1684       | Quantic & Alice Russell                            | Look around rhe corner                                  |
| 1685       | George McCrae                                      | I get lifted                                            |
| 1686       | Aretha Franklin                                    | Until you come back to me that's what I'm gonna do      |
| 1687       | James Hunter                                       | People gonna talk                                       |
| 1688       | Ann Peebles                                        | I'm gonna tear your playhouse down                      |
| 1689       | Us3                                                | It's like that                                          |
| 1690       | Toni Braxton                                       | Another sad love song                                   |
| 1691       | James Morrison                                     | Nothing ever hurt like you                              |
| 1692       | Althea & Donna                                     | Uptown top ranking                                      |
| 1693       | Tyrone Davis                                       | Turn back the hands of time                             |
| 1694       | Sade                                               | Paradise                                                |
| 1695       | Oran 'juice' Jones                                 | The rain                                                |
| 1696       | Dr. Buzzard's Original Savannah Band               | Cherchez la femme                                       |
| 1697       | Koop Ft. Ane Brun                                  | Koop Island Blues                                       |
| 1698       | Piet Noordijk Quintet                              | Pete's groove                                           |
| 1699       | Corinne Bailey Rae                                 | Like a Star                                             |
| 1700       | The O'Jays                                         | Darlin' darlin' baby (sweet tender love)                |
| 1701       | Rockwell Ft. Michael Jackson                       | Somebody's watching me                                  |
| 1702       | Robert Parker                                      | Barefootin'                                             |
| 1703       | Bill Withers Ft. Ralph MacDonald                   | In the name of love                                     |
| 1704       | Seu Jorge                                          | A doida                                                 |
| 1705       | Sabrina Starke                                     | Home is you                                             |
| 1706       | Sam Cooke                                          | Only sixteen                                            |
| 1707       | Mtume                                              | Juicy fruit                                             |
| 1708       | Dr. John                                           | Revolution                                              |
| 1709       | Benjamin Herman                                    | Room 1618                                               |
| 1710       | Baby Huey                                          | Hard times                                              |
| 1711       | Ella Fitzgerald                                    | How high the moon                                       |
| 1712       | Jamie Cullum                                       | Everlasting Love                                        |
| 1713       | Nina Simone                                        | The look of love                                        |
| 1714       | Sam & Dave                                         | I take what I want                                      |
| 1715       | Michael Franks                                     | Monkey see, monkey do                                   |
| 1716       | The Jacksons                                       | Enjoy yourself                                          |
| 1717       | Blackbyrds                                         | Rock Creek Park                                         |
| 1718       | D'Angelo                                           | Smooth                                                  |
| 1719       | The Drifters                                       | On Broadway                                             |
| 1720       | My Baby                                            | Singing in chains                                       |
| 1721       | Tower of Power                                     | You got to funkifize                                    |
| 1722       | Alicia Keys                                        | Girlfriend                                              |
| 1723       | Bar-kays                                           | Holy ghost                                              |
| 1724       | Terence Trent D'Arby & Des'ree                     | Delicate                                                |
| 1725       | Myron & E                                          | If I gave you my love                                   |
| 1726       | Kris Berry & Perquisite                            | Warm                                                    |
| 1727       | Rufus Ft. Chaka Khan                               | You got the love                                        |
| 1728       | A Tribe Called Quest                               | Luck of Lucien                                          |
| 1729       | B.B. King                                          | Caldonia                                                |
| 1730       | Narada Michael Walden                              | I shoulda loved ya                                      |
| 1731       | New Cool Collective Ft. Andrew Roachford           | Bring it on                                             |
| 1732       | Allen Stone                                        | Million                                                 |
| 1733       | Ohio Players                                       | Love rollercoaster                                      |
| 1734       | E.s.t.                                             | Goldwrap                                                |
| 1735       | Moloko                                             | Sing It Back                                            |
| 1736       | D'Angelo                                           | I found my smile again                                  |
| 1737       | Thelonious Monk                                    | Criss cross                                             |
| 1738       | Dusty Springfield                                  | Just a little lovin                                     |
| 1739       | Jamie Lidell                                       | Wait for me                                             |
| 1740       | Earth Wind & Fire & Ramsey Lewis                   | Sun goddess                                             |
| 1741       | Curtis Mayfield                                    | (Don't worry) If there's a hell below...                |
| 1742       | David McCallum                                     | The edge                                                |
| 1743       | Michael Jackson                                    | Loving you                                              |
| 1744       | Postmen                                            | Cocktail                                                |
| 1745       | Jamie Cullum                                       | I'm all over it                                         |
| 1746       | William Bell                                       | I forgot to be your lover                               |
| 1747       | Wicked Jazz Sounds Band                            | Love it all                                             |
| 1748       | Yuri Honing Acoustic Quartet                       | Nobody knows                                            |
| 1749       | The Temptations                                    | Power                                                   |
| 1750       | Candi Staton                                       | In the ghetto                                           |
| 1751       | Whitney Houston                                    | Million dollar bill                                     |
| 1752       | Jamiroquai                                         | Half the man                                            |
| 1753       | Otis Redding & Carla Thomas                        | Tramp                                                   |
| 1754       | Craig David                                        | 7 Days                                                  |
| 1755       | Betty Wright                                       | Shoorah! Shoorah!                                       |
| 1756       | Beans & Fatback                                    | All I think about                                       |
| 1757       | Ladies of Soul                                     | Up till now                                             |
| 1758       | Ella Fitzgerald                                    | I'm beginning to see the light                          |
| 1759       | Pete Philly & Perquisite                           | Insomnia                                                |
| 1760       | Edwin Starr                                        | Twenty-five miles                                       |
| 1761       | Stevie Wonder                                      | Shoo-be-doo-be-doo-da-day                               |
| 1762       | Bob James                                          | Westchester lady                                        |
| 1763       | Delfonics                                          | La la means I love you                                  |
| 1764       | Cee Lo Green                                       | Cry Baby                                                |
| 1765       | Wayne Shorter                                      | Footprints                                              |
| 1766       | Des'ree                                            | You gotta be                                            |
| 1767       | Michael Bublé                                      | Haven't Met You Yet                                     |
| 1768       | Bobby Womack                                       | I can understand it                                     |
| 1769       | De La Soul                                         | Say no go                                               |
| 1770       | Stevie Wonder                                      | Joy (takes over me)                                     |
| 1771       | Billie Holiday                                     | They can't take that away from me                       |
| 1772       | Musiq Soulchild                                    | Just friends (sunny)                                    |
| 1773       | William Devaughn                                   | Be thankful for what you've got                         |
| 1774       | Van Morrison                                       | Domino                                                  |
| 1775       | Sabrina Starke                                     | Sunny days                                              |
| 1776       | Rene & Angela                                      | I love you more                                         |
| 1777       | James & Bobby Purify                               | Shake a tail feather                                    |
| 1778       | Richard Bona Ft. John Legend                       | Please don't stop                                       |
| 1779       | Aretha Franklin                                    | Get it right                                            |
| 1780       | Jamie Cullum                                       | I get a kick out of you                                 |
| 1781       | Parliament                                         | Up for the down stroke                                  |
| 1782       | Peggy Lee                                          | Why don't you do right                                  |
| 1783       | Justin Timberlake                                  | Senorita                                                |
| 1784       | Percy Sledge                                       | Warm and tender love                                    |
| 1785       | Billy Ocean                                        | Stay the night                                          |
| 1786       | Karen Young                                        | Hot shot                                                |
| 1787       | Bill Withers                                       | Better off dead                                         |
| 1788       | Allen Toussaint                                    | Get out of my life woman                                |
| 1789       | Rufus & Chaka Khan                                 | Stop on by                                              |
| 1790       | The Three Degrees                                  | Year of decision                                        |
| 1791       | The Limit                                          | Say yeah                                                |
| 1792       | The Temptations                                    | Don't look back                                         |
| 1793       | Raydio                                             | Jack & Jill                                             |
| 1794       | Jimmy Smith                                        | The cat                                                 |
| 1795       | Barry White                                        | What am I gonna do with you                             |
| 1796       | Beginning of the End                               | Funky Nassau                                            |
| 1797       | Ella Fitzgerald                                    | A fine romance                                          |
| 1798       | Patrice Rushen                                     | Haven't you heard                                       |
| 1799       | Paul van Kessel                                    | Riot                                                    |
| 1800       | Billy Preston Ft. Syreeta                          | It will come in time                                    |
| 1801       | Zapp                                               | Doo wa ditty (blow that thing)                          |
| 1802       | Sade                                               | Soldier of love                                         |
| 1803       | Bob James                                          | Angela (theme from Taxi)                                |
| 1804       | Aloe Blacc                                         | Loving you is killing me                                |
| 1805       | Booker T. & the M.G.'s                             | Melting Pot                                             |
| 1806       | Emily King                                         | Georgia                                                 |
| 1807       | Bobby Womack                                       | Fly me to the moon                                      |
| 1808       | Ruben Hein                                         | Say bye (live @ Galaxy)                                 |
| 1809       | Willie Hutch                                       | Brother's gonna work it out                             |
| 1810       | Carly Simon                                        | Why                                                     |
| 1811       | Aaron Neville                                      | Tell it like it is                                      |
| 1812       | Kelis                                              | Hooch                                                   |
| 1813       | Bill Evans                                         | Autumn leaves                                           |
| 1814       | Esther Phillips                                    | What a diff'rence a day makes                           |
| 1815       | King Floyd                                         | Groove me                                               |
| 1816       | Adina Howard                                       | Freak like me                                           |
| 1817       | Marvin Gaye                                        | Hitchhike                                               |
| 1818       | Bjork                                              | It's oh so quiet                                        |
| 1819       | Joe Bataan                                         | Rap-o Clap-o                                            |
| 1820       | Chet Baker                                         | I fall in love too easily                               |
| 1821       | Ben E. King                                        | Supernatural thing                                      |
| 1822       | John Mayer                                         | I don't trust myself (with loving you)                  |
| 1823       | Etta James                                         | You can leave your hat on                               |
| 1824       | Kenny Burrell                                      | Midnight blue                                           |
| 1825       | The O'Jays                                         | Put our heads together                                  |
| 1826       | Kenny Loggins Ft. Michael McDonald                 | This is it                                              |
| 1827       | The Pointer Sisters                                | Jump (for my love)                                      |
| 1828       | Quincy Jones                                       | The dude                                                |
| 1829       | Jamiroquai                                         | Runaway                                                 |
| 1830       | D'Angelo                                           | Devil's pie                                             |
| 1831       | Nina Simone                                        | Mood indigo                                             |
| 1832       | Joe Tex                                            | Ain't gonna bump no more (with no big fat woman)        |
| 1833       | Wilson Pickett                                     | Funky Broadway                                          |
| 1834       | Teena Marie                                        | Behind the groove                                       |
| 1835       | Amos Lee                                           | Soul suckers                                            |
| 1836       | Pino D'Angiò                                       | Ma quale idea                                           |
| 1837       | Average White Band                                 | Stop the rain                                           |
| 1838       | Blues Brothers Ft. Aretha Franklin                 | Think                                                   |
| 1839       | Myles Sanko                                        | Forever dreaming                                        |
| 1840       | Eddie Floyd                                        | 634-5789                                                |
| 1841       | Caro Emerald                                       | Coming back as a man                                    |
| 1842       | Bob Marley                                         | Iron Lion Zion                                          |
| 1843       | Hero                                               | Morning child                                           |
| 1844       | Chi-lites                                          | Are you my woman (tell me so)                           |
| 1845       | Terry Callier                                      | Ordinary Joe                                            |
| 1846       | Chef Aka Isaac Hayes                               | Chocolate Salty Balls (PS I love you)                   |
| 1847       | Chaka Khan                                         | I know you, I live you                                  |
| 1848       | Vulfpeck                                           | 1612                                                    |
| 1849       | Angela Bofill                                      | People make the world go round                          |
| 1850       | Barrett Strong                                     | Money (That's What I Want)                              |
| 1851       | Christian Scott                                    | The eraser                                              |
| 1852       | Jon Lucien                                         | Would you believe in me                                 |
| 1853       | Eddie Kendricks                                    | Keep on truckin'                                        |
| 1854       | Adele                                              | Cold shoulder                                           |
| 1855       | Bobby Brown                                        | My prerogative                                          |
| 1856       | Sabrina Starke                                     | Ain't No Sunshine                                       |
| 1857       | Dazz Band                                          | Let it all blow                                         |
| 1858       | Jimmy Smith                                        | The organ grinder's swing                               |
| 1859       | Booker T. Jones Ft. Matt Berninger & Sharon Jones  | Representing Memphis                                    |
| 1860       | Quincy Jones Ft. Patti Austin                      | Razzamatazz                                             |
| 1861       | Aloe Blacc                                         | Hey Brother                                             |
| 1862       | Kris Berry                                         | Love trip                                               |
| 1863       | Jermaine Jackson Ft. Stevie Wonder                 | Let's get serious                                       |
| 1864       | Etta James Ft. Sugar Pie Desanto                   | In the basement                                         |
| 1865       | Isley Brothers                                     | It's your thing                                         |
| 1866       | Jamiroquai                                         | Blue skies                                              |
| 1867       | Lee Dorsey                                         | Working in the coal mine                                |
| 1868       | Dexter Gordon                                      | Three o'clock in the morning                            |
| 1869       | Bobby Byrd                                         | I know you got soul                                     |
| 1870       | Rumer                                              | Aretha                                                  |
| 1871       | Brand New Heavies                                  | Sometimes                                               |
| 1872       | Nat King Cole                                      | Let there be love                                       |
| 1873       | Earth Wind & Fire                                  | Serpentine fire                                         |
| 1874       | Destiny's Child                                    | No no no (part 2)                                       |
| 1875       | Bill Withers                                       | I can't write left handed                               |
| 1876       | Janet Jackson                                      | I get lonely                                            |
| 1877       | Jazzanova Ft. Ben Westbeech                        | I can see                                               |
| 1878       | Nina Simone                                        | Ain't Got No, I Got Life (alternate Studio Version)     |
| 1879       | Johnnie Taylor                                     | You're the best in the world                            |
| 1880       | Norah Jones                                        | Chasing pirates                                         |
| 1881       | Marvin Gaye                                        | This love starved heart of mine (it's killing me)       |
| 1882       | Odyssey                                            | Native New Yorker                                       |
| 1883       | DJ Cassidy Ft. Robin Thicke & Jessie J             | Calling all hearts                                      |
| 1884       | En Vogue                                           | Hold on                                                 |
| 1885       | The Temptations                                    | Ball of Confusion (That's What the World Is Today)      |
| 1886       | Benny Sings                                        | Big brown eyes                                          |
| 1887       | The O'Jays                                         | Now that we found love                                  |
| 1888       | Bessie Banks                                       | Go Now!                                                 |
| 1889       | Ned Doheny                                         | To prove my love                                        |
| 1890       | Nicola Conte Ft. Jose James                        | Like leaves in the wind                                 |
| 1891       | Amy Winehouse                                      | Wake up alone                                           |
| 1892       | Al Jarreau                                         | Boogie down                                             |
| 1893       | Omar & Stevie Wonder                               | Feeling you                                             |
| 1894       | Dionne Warwick                                     | Do you know the way to San Jose                         |
| 1895       | Marvin Gaye                                        | You can leave, but it's gonna cost you                  |
| 1896       | Cannonball Adderley                                | Somethin' else                                          |
| 1897       | Aaliyah                                            | At your best                                            |
| 1898       | Betty Wright & The Roots                           | In the middle of the game (don't change the play)       |
| 1899       | Joss Stone                                         | You Had Me                                              |
| 1900       | Bobby McFerrin                                     | Don't Worry, Be Happy                                   |
| 1901       | Candi Staton                                       | He called me baby                                       |
| 1902       | First Choice                                       | Armed and extremely dangerous                           |
| 1903       | Rufus Thomas                                       | Walking the dog                                         |
| 1904       | Angie Stone Ft. Alicia Keys & Eve                  | Brotha                                                  |
| 1905       | Benjamin Herman Ft. Daniel Von Piekartz            | A slow hot wind                                         |
| 1906       | Positive Force                                     | We got the funk                                         |
| 1907       | Ntjam Rosie                                        | Morning low                                             |
| 1908       | Ryan Shaw                                          | Do the 45                                               |
| 1909       | Art Blakey                                         | Along came Betty                                        |
| 1910       | Billy Paul                                         | Let' em in                                              |
| 1911       | Amos Lee                                           | Jails & bombs                                           |
| 1912       | Fontella Bass                                      | Rescue me                                               |
| 1913       | Christian Scott                                    | So what                                                 |
| 1914       | Kris Berry                                         | Flower empty tree                                       |
| 1915       | Chet Baker                                         | Look for the silver lining                              |
| 1916       | Aretha Franklin                                    | Who's zoomin' who                                       |
| 1917       | Julian Velard                                      | No one's getting married tonight                        |
| 1918       | Diana Krall                                        | The look of love                                        |
| 1919       | Corinne Bailey Rae                                 | Closer                                                  |
| 1920       | Isley Brothers                                     | Love the one you're with                                |
| 1921       | Joe Tex                                            | Loose caboose                                           |
| 1922       | Macy Gray                                          | Still                                                   |
| 1923       | The Drifters                                       | Under the boardwalk                                     |
| 1924       | Fat Larry's Band                                   | Zoom                                                    |
| 1925       | Dusty Springfield                                  | Piece of my heart                                       |
| 1926       | Fela Kuti                                          | Lady                                                    |
| 1927       | Charlie Parker                                     | Scrapple from the apple                                 |
| 1928       | Billie Holiday                                     | Good morning heartache                                  |
| 1929       | Jody Watley                                        | Looking for a new love                                  |
| 1930       | Prince                                             | Get on the boat                                         |
| 1931       | The Supremes                                       | Stop! In the name of love                               |
| 1932       | Lilian Vieira                                      | Longe                                                   |
| 1933       | Keni Burke                                         | Risin' to the top                                       |
| 1934       | Marcus Miller                                      | Higher ground                                           |
| 1935       | Ruben Hein                                         | Somebody to love                                        |
| 1936       | Toni Braxton                                       | Un-Break My Heart                                       |
| 1937       | Tim Wes                                            | Trouble                                                 |
| 1938       | Vickie Sue Robinson                                | Turn the beat around                                    |
| 1939       | Laura Vane & The Vipertones                        | Am I dreaming?                                          |
| 1940       | Grant Green                                        | Sookie sookie                                           |
| 1941       | Zuco 103                                           | Nunca Mais                                              |
| 1942       | Very Next                                          | Anna Mae                                                |
| 1943       | Lee Fields & The Expressions                       | Faithful man                                            |
| 1944       | Joss Stone                                         | Tell me 'bout It                                        |
| 1945       | KC & the Sunshine Band                             | Boogie shoes                                            |
| 1946       | George Michael                                     | Roxanne                                                 |
| 1947       | Susanne Alt                                        | How to kiss                                             |
| 1948       | Undisputed Truth                                   | Papa Was a Rollin' Stone                                |
| 1949       | Grace Jones                                        | Victor should have been a jazz musician                 |
| 1950       | Hans Dulfer                                        | Big boy                                                 |
| 1951       | Manu Chao                                          | Bongo Bong                                              |
| 1952       | Lauryn Hill                                        | Every ghetto every city                                 |
| 1953       | Charlie Parker                                     | Ornithology                                             |
| 1954       | Foxy                                               | Get off                                                 |
| 1955       | Marvin Gaye                                        | Anger                                                   |
| 1956       | The Four Tops & The Supremes                       | River Deep - Mountain High                              |
| 1957       | Lefties Soul Connection Ft. Corrina Greyson        | You don't know                                          |
| 1958       | Jorge Ben                                          | Mas que nada                                            |
| 1959       | Lorraine Ellison                                   | Stay with me                                            |
| 1960       | Vanessa da Mata & Ben Harper                       | Boa sorte (good luck)                                   |
| 1961       | Herbie Hancock                                     | Hang up your hang ups                                   |
| 1962       | Nina Simone                                        | Go to hell                                              |
| 1963       | Quincy Jones                                       | Summer in the city                                      |
| 1964       | Windjammer                                         | Tossing and turning                                     |
| 1965       | Wilson Pickett                                     | Hey Jude                                                |
| 1966       | Yvonne Elliman                                     | If I can't have you                                     |
| 1967       | Koffie                                             | Eh lady                                                 |
| 1968       | Leon Ware                                          | What's your name                                        |
| 1969       | Lianne La Havas                                    | Gone                                                    |
| 1970       | Natalie Cole & Ray Charles                         | Fever                                                   |
| 1971       | Harry Connick jr.                                  | It had to be you                                        |
| 1972       | Marvin Gaye                                        | Chained                                                 |
| 1973       | Macy Gray                                          | Hands                                                   |
| 1974       | Leon Haywood                                       | I wanna do something freaky to you                      |
| 1975       | Lizz Wright                                        | I idolize you                                           |
| 1976       | Tower of Power                                     | Soul vaccination                                        |
| 1977       | Janis Ian                                          | Fly too high                                            |
| 1978       | Zhane                                              | Groove thang                                            |
| 1979       | Harold Melvin & The Blue Notes                     | Don't leave me this way                                 |
| 1980       | Roy Hargrove Rh Factor                             | On the one                                              |
| 1981       | Ike & Tina Turner                                  | Funkier than a mosquito's tweeter                       |
| 1982       | Nina Simone                                        | To be young gifted and black                            |
| 1983       | Robbie Williams                                    | Swing Supreme                                           |
| 1984       | Whitney Houston                                    | Love will save the day                                  |
| 1985       | Lee Dorsey                                         | Yes we can                                              |
| 1986       | Marc Broussard                                     | Man for life                                            |
| 1987       | Grover Washington jr.                              | Mister Magic                                            |
| 1988       | Junior Walker And The All Stars                    | How sweet it is (to be loved by you)                    |
| 1989       | Teena Marie                                        | Square biz                                              |
| 1990       | Billie Holiday                                     | Blue moon                                               |
| 1991       | Rickie Lee Jones                                   | Chuck E's in love                                       |
| 1992       | Nu Shooz                                           | I can't wait                                            |
| 1993       | Craig David                                        | Walking away                                            |
| 1994       | Marvin Gaye                                        | Ain't that peculiar                                     |
| 1995       | Peter Tosh                                         | Johnny B Goode                                          |
| 1996       | Guru Ft. Erykah Badu                               | Plenty                                                  |
| 1997       | Luther Vandross                                    | Don't you know that                                     |
| 1998       | Randy Crawford                                     | Same old story                                          |
| 1999       | Frank Sinatra                                      | Love and Marriage                                       |
| 2000       | Mamas Gun                                          | Let's find a way                                        |
| 2001       | Tony Bennett & Lady Gaga                           | Anything goes                                           |
| 2002       | Rita Marley                                        | One draw                                                |
| 2003       | New Cool Collective Ft. Trijntje Oosterhuis        | We've only just begun                                   |
| 2004       | Robin Thicke                                       | Ooo la la                                               |
| 2005       | Rene & Angela                                      | I'll be good                                            |
| 2006       | Zuco 103                                           | Futebol                                                 |
| 2007       | Locksmith                                          | Far beyond                                              |
| 2008       | Cannonball Adderley                                | Love for sale                                           |
| 2009       | Gil Scott-Heron                                    | Gun                                                     |
| 2010       | Gwen McCrae                                        | Funky sensation                                         |
| 2011       | Prince                                             | I feel for you                                          |
| 2012       | Melody Gardot                                      | Mira                                                    |
| 2013       | Waylon                                             | Hey                                                     |
| 2014       | Loleatta Holloway                                  | Love sensation                                          |
| 2015       | Marcus Miller                                      | Nikki's groove                                          |
| 2016       | Max Romeo                                          | Chase the devil                                         |
| 2017       | Chaka Khan                                         | And the melody still lingers on (night in Tunisia)      |
| 2018       | Toni Braxton                                       | Breathe again                                           |
| 2019       | Ray Charles                                        | The right time                                          |
| 2020       | B.T.Express                                        | Do it ('till you're satisfied)                          |
| 2021       | Giovanca                                           | Love Child                                              |
| 2022       | Ray Barretto                                       | A deeper shade of soul                                  |
| 2023       | Lipps Inc.                                         | Funky town                                              |
| 2024       | The Temptations                                    | Cloud Nine                                              |
| 2025       | Wes Montgomery                                     | Caravan                                                 |
| 2026       | Sabrina Starke                                     | A woman's gonna try                                     |
| 2027       | Billy Paul                                         | Thanks for saving my life                               |
| 2028       | Sven Hammond Soul Ft. Ivan Peroti                  | Oh Woman                                                |
| 2029       | Merry Clayton                                      | Gimme Shelter                                           |
| 2030       | Isley Brothers                                     | For the love of you                                     |
| 2031       | Emeli Sande                                        | Next to me                                              |
| 2032       | Marvin Gaye                                        | Praise                                                  |
| 2033       | Aretha Franklin                                    | The house that Jack built                               |
| 2034       | Harvey Mason                                       | Till you take my love                                   |
| 2035       | Tower of Power                                     | So very hard to go                                      |
| 2036       | Rose Royce                                         | Is it love you're after                                 |
| 2037       | Quincy Jones Ft. James Ingram                      | One hundred ways                                        |
| 2038       | Ronnie Laws                                        | Always there                                            |
| 2039       | The Supremes                                       | The Happening                                           |
| 2040       | Raul Midon                                         | Sunshine                                                |
| 2041       | The Trammps                                        | Hold back the night                                     |
| 2042       | Carmen McRae & Dave Brubeck                        | Take Five                                               |
| 2043       | SOS Band                                           | Take your time (do it right)                            |
| 2044       | Ryan Shaw                                          | It gets better                                          |
| 2045       | Ramsey Lewis                                       | Wade in the water                                       |
| 2046       | Propellerheads Ft. Shirley Bassey                  | History repeating                                       |
| 2047       | Real Thing                                         | You to me are everything                                |
| 2048       | Incognito                                          | 1975                                                    |
| 2049       | Ronnie Hudson                                      | West Coast poplock                                      |
| 2050       | Ashford & Simpson                                  | Street corner                                           |
| 2051       | Randy Crawford & Joe Sample                        | See line woman                                          |
| 2052       | Quincy Jones & Bill Cosby                          | Hikky-burr                                              |
| 2053       | Rahsaan Patterson                                  | Stop by                                                 |
| 2054       | Room Eleven                                        | Hey hey hey!                                            |
| 2055       | Jamie Cullum                                       | Wind cries Mary                                         |
| 2056       | Raphael Saadiq Ft. Q-tip                           | Get involved                                            |
| 2057       | James Brown & The J.B.'s                           | Pass the peas                                           |
| 2058       | Ben L'Oncle Soul                                   | Soulman                                                 |
| 2059       | Billy Paul                                         | Am I black enough for you                               |
| 2060       | Nina Simone                                        | To love somebody                                        |
| 2061       | Trombone Shorty                                    | Long weekend                                            |
| 2062       | Gladys Knight & the Pips                           | Taste of bitter love                                    |
| 2063       | G Love & Special Sauce                             | Blues music                                             |
| 2064       | Rogier van Otterloo & Toots Thielemans             | Turks fruit                                             |
| 2065       | Frank Cunimondo Trio Ft. Lynn Marino               | Feeling good                                            |
| 2066       | Average White Band                                 | Got the love                                            |
| 2067       | Bessie Jones                                       | Sometimes                                               |
| 2068       | Jason Mraz                                         | The freedom song                                        |
| 2069       | Gil Scott-Heron                                    | Winter in America                                       |
| 2070       | Frank Sinatra                                      | Luck be a lady                                          |
| 2071       | India.Arie                                         | Just do you                                             |
| 2072       | Average White Band                                 | Let's go round again                                    |
| 2073       | Galliano                                           | Prince of peace                                         |
| 2074       | Herbie Hancock                                     | Wiggle-waggle                                           |
| 2075       | The Intruders                                      | She's a winner                                          |
| 2076       | Aretha Franklin                                    | Baby I love you                                         |
| 2077       | Jill Scott                                         | Gimme                                                   |
| 2078       | Grace Jones                                        | My Jamaican guy                                         |
| 2079       | The O'Jays                                         | Use ta be my girl                                       |
| 2080       | Little Willie John                                 | Fever                                                   |
| 2081       | George Benson                                      | Turn your love around                                   |
| 2082       | Lizz Wright                                        | My heart                                                |
| 2083       | Bob Marley                                         | Sun is shining                                          |
| 2084       | Peaches & Herb                                     | Shake your groove thing                                 |
| 2085       | Janelle Monáe                                      | What is love                                            |
| 2086       | Cee Lo Green                                       | F**k You!                                               |
| 2087       | Jackson Sisters                                    | I believe in miracles                                   |
| 2088       | Oleta Adams                                        | New York state of mind                                  |
| 2089       | Harold Melvin & The Blue Notes                     | Bad luck                                                |
| 2090       | Caro Emerald                                       | Riviera Life                                            |
| 2091       | Jaco Pastorius Ft. Sam & Dave                      | Come on come over                                       |
| 2092       | Prince                                             | Starfish and coffee                                     |
| 2093       | Betty Wright & The Roots                           | Old songs                                               |
| 2094       | Toni Braxton                                       | You're making me high                                   |
| 2095       | Otis Redding                                       | The happy song (dum-dum)                                |
| 2096       | Central Line                                       | Walking into sunshine                                   |
| 2097       | Teddy Pendergrass                                  | Close the door                                          |
| 2098       | Charles Bradley & The Menahan Street Band          | Heart of gold                                           |
| 2099       | Lucy Pearl                                         | Don't mess with my man                                  |
| 2100       | Isley Brothers                                     | Fight the power                                         |
| 2101       | Paloma Faith                                       | Trouble with my baby                                    |
| 2102       | Jamie Lidell                                       | Little bit of feel good                                 |
| 2103       | Lou Rawls                                          | On Broadway                                             |
| 2104       | James Brown                                        | Funky president                                         |
| 2105       | Luther Vandross                                    | Sugar and spice (I found me a girl)                     |
| 2106       | Syl Johnson                                        | Is it because I'm black                                 |
| 2107       | SWV                                                | Right here                                              |
| 2108       | Jackson 5                                          | Never can say goodbye                                   |
| 2109       | The Temptations                                    | Shakey Ground                                           |
| 2110       | Bobby Hebb                                         | Sunny                                                   |
| 2111       | Neneh Cherry                                       | Woman                                                   |
| 2112       | Jimmy Bo Horne                                     | Let me be your lover                                    |
| 2113       | Paolo Conte                                        | Via con me                                              |
| 2114       | Lynden David Hall                                  | Sexy Cinderella                                         |
| 2115       | Aretha Franklin                                    | Don't play that song                                    |
| 2116       | Maceo & The Macks                                  | Soul Power '74                                          |
| 2117       | Jan van Duikeren                                   | Scribblin                                               |
| 2118       | Jamie Cullum                                       | Mind trick                                              |
| 2119       | Paulinho da Costa Ft. Philip Bailey                | Deja vu                                                 |
| 2120       | Bettye Swann                                       | Then you can tell me goodbye                            |
| 2121       | Raphael Saadiq                                     | 100 yard dash                                           |
| 2122       | Tower of Power                                     | Souled out                                              |
| 2123       | Paul van Kessel                                    | State I'm in                                            |
| 2124       | Brownstone                                         | If you love me                                          |
| 2125       | People’s Choice                                    | Do it anyway you wanna                                  |
| 2126       | Chet Baker                                         | Time after time                                         |
| 2127       | Clarence Carter                                    | Patches                                                 |
| 2128       | Randy Crawford                                     | Almaz                                                   |
| 2129       | Bran Van 3000 Ft. Curtis Mayfield                  | Astounded                                               |
| 2130       | Tina Turner                                        | Let's spend the night together                          |
| 2131       | Robin Thicke                                       | When I get you alone                                    |
| 2132       | Stevie Wonder                                      | I ain't gonna stand for it                              |
| 2133       | Jamiroquai                                         | Alright                                                 |
| 2134       | Madeleine Peyroux                                  | Careless Love                                           |
| 2135       | Osibisa                                            | Sunshine day                                            |
| 2136       | Nikka Costa                                        | Like a feather                                          |
| 2137       | Average White Band                                 | Cut the cake                                            |
| 2138       | Irma Thomas                                        | Time is on my side                                      |
| 2139       | Ray Lamontagne                                     | You are the best thing                                  |
| 2140       | Quincy Jones                                       | Stuff like that                                         |
| 2141       | Cody Chesnutt                                      | Til I met thee                                          |
| 2142       | Brand New Heavies                                  | You are the universe                                    |
| 2143       | Nina Simone                                        | Work song                                               |
| 2144       | Candi Staton                                       | You got the love                                        |
| 2145       | Prince                                             | Gold                                                    |